# Charles Meryon
Charles Meryon, parfois orthographié Charles Méryon, né à Paris le 23 novembre 1821 et mort à Saint-Maurice (Val-de-Marne) le 14 février 1868, est un graveur français.
Il travaillait presque entièrement à l'eau-forte, car il était daltonien. Bien qu'aujourd'hui peu connu dans le monde anglo-saxon, il est généralement reconnu comme l'aquafortiste le plus important de la France du XIXe siècle. Ses œuvres les plus célèbres sont une série de vues exprimant avec force sa vision du Paris gothique. Il souffrait également de troubles psychiques et est mort dans un asile.

## Biographie

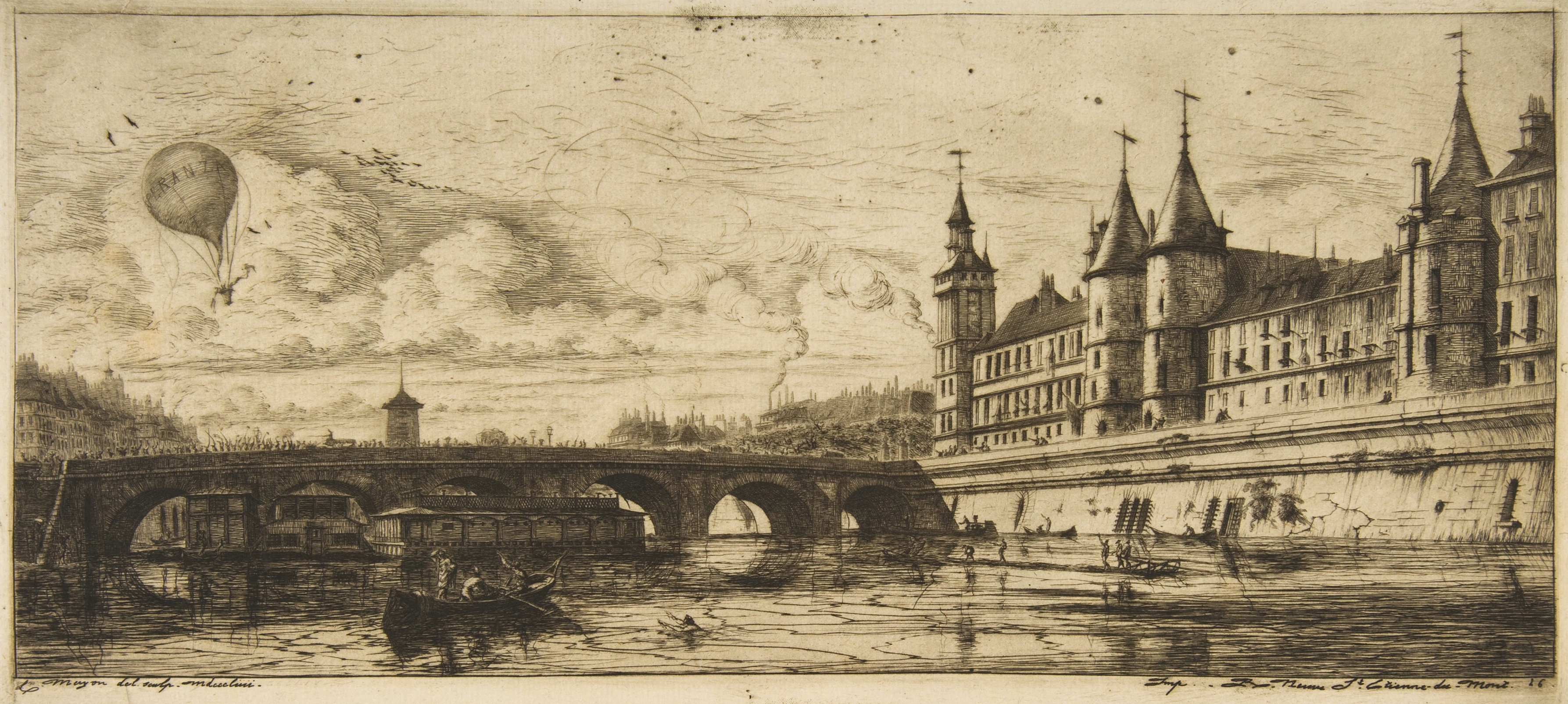
Le Pont au Change, 1854, New York, Metropolitan Museum of Art.

### Naissance et enfance
La mère de Charles Meryon, Pierre-Narcisse Chaspoux, est une Parisienne née en 1791, devenue danseuse en 1807, sous le nom de scène de Narcisse Gentil, à l'Opéra de Paris, où elle se produit jusqu'en 1814. À cette époque, elle s'installe à Londres, où elle devient la maîtresse de William Lowther, 2e comte de Lonsdale, alors député conservateur, célibataire, ministre subalterne et ami du prince régent George IV. Elle a une fille Frances (Fanny) de lui en 1818. Elle est également amie avec le docteur Charles Lewis Meryon (en) (1783-1877), un médecin et biographe. En 1821, alors qu'elle se produit comme danseuse au London Opera, elle tombe enceinte à la suite de sa relation avec Meryon et rentre à Paris avec Fanny, Meryon étant parti pour Florence. Charles Meryon naît rue Rameau, à l'angle de l'ancien site de l'Opéra. Il est déclaré à sa naissance sous le nom de Charles Chaspoux et est baptisé en 1829 dans l'Église d'Angleterre par l'aumônier de l'ambassade britannique à Paris.
Son père, le docteur Meryon, travaille à cette époque au St Thomas' Hospital, mais a passé les années 1810-1817 au Moyen-Orient en tant que médecin (à ce moment-là non qualifié) au service de l'aventurière et aristocrate Esther Stanhope, à qui il rendra visite ensuite au Liban trois fois, la voyant pour la dernière fois en 1838. Il continue à correspondre avec Pierre-Narcisse et à payer la pension alimentaire de leur fils, probablement 600 francs par an. Les lettres deviennent de plus en plus déplaisantes, et elle n'apprend son mariage, qui a lieu en 1823, que par accident en 1831. Pierre-Narcisse est aidée un peu plus généreusement par Lowther, qui la voit avec Fanny lorsqu'il est à Paris, mais elle tient à ce qu'il ignore l'existence de Charles, bien que les deux pères se fréquentent à Londres. Ils auraient continué à la connaître sous son nom de scène, « Narcisse Gentil ».
En 1824, son père reconnaît légalement sa paternité, sans que lui-même l'apprenne ; il est réenregistré sous le nom de « Meryon », bien qu'apparemment généralement connu sous le nom de « Gentil » lorsqu'il est enfant. Pendant plus d'un an après sa naissance, il vit avec des amis de sa mère à une vingtaine de kilomètres de Paris, peu visité par elle, sa sœur et sa grand-mère. Il marche à neuf mois. Il est ramené à Paris en janvier 1823 ; à partir de la fin de 1825, Fanny est dans un pensionnat.
Fin 1826, il entre à la Pension Savary, l'un des nombreux petits pensionnats de la banlieue parisienne, situé à Passy ; Camille Pissarro y sera élève quelques années plus tard. Il y reste jusqu'en 1836, à l'exception d'une période où il est avec son père en 1834-1835, et qui semble avoir été une période heureuse de sa vie. En 1834, son père, avec sa femme et ses enfants, vit à Marseille, où Charles les rejoint pour une visite prolongée en mai 1834 ; il l'avait déjà vu à quelques reprises. Ils passent l'hiver dans l'Italie du Nord, jusqu'à Florence ; Charles est de retour à Paris en mai 1835. Bien qu'à bien des égards, il ait apprécié cette visite et en ait gardé de bons souvenirs, il semble que « les relations au sein de la famille n'aient pas été expliquées » à Charles, et peut-être à d'autres membres de celle-ci. C'est la dernière fois qu'il voit son père, contribuant au ressentiment croissant que Charles ressent à son égard.
Sa mère meurt en octobre 1838, alors qu'il est déjà à l'École navale de Brest en Bretagne. Sa demi-sœur Fanny part alors vivre en Angleterre, où elle se marie en 1840. Elle reste en contact avec lui. Il a toujours sa grand-mère à Paris, jusqu'à sa mort en 1845, ainsi que divers cousins et amis de la famille.

### Carrière dans la marine

#### Formation

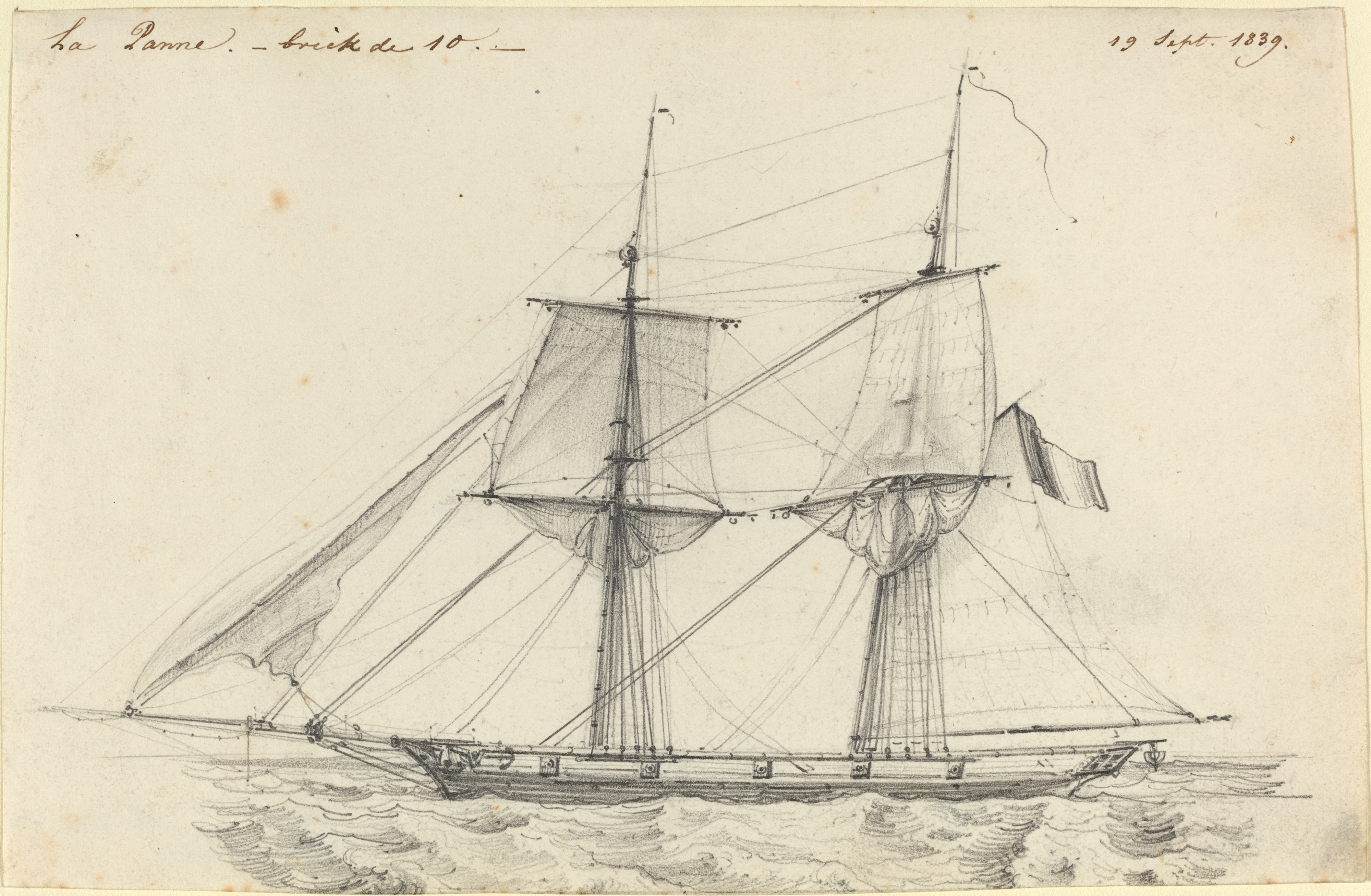
La Panne, 1839, graphite, Washington, National Gallery of Art.

Charles Meryon dira plus tard qu'il fut d'abord attiré par « l'animation des quais de Marseille », lors de sa visite à son père, et d'après ses lettres à celui-ci, il ressort clairement que cette intention est devenue claire fin 1835. Il entre à l'École navale de Brest en novembre 1837, après avoir terminé 47e au concours, sur 68 candidats admis. À l'occasion des actes administratifs nécessaires à son inscription, il apprend qu'il est un fils naturel.
À la fin du premier semestre, il se classe 15e, puis 19e six mois plus tard. En septembre 1839, il est 11e sur les 60 restants dans sa classe. Il « a toujours obtenu une note presque parfaite en dessin », réussit en anglais après s'être considérablement amélioré avec son père, et en artillerie. La formation en dessin comprend non seulement la réalisation de cartes et de croquis de côtes, compétences importantes pour les officiers de marine, mais aussi le dessin « pittoresque et linéaire » de têtes et de paysages.
L’école des futurs officiers de marine n’a été fondée qu’en 1827. La formation se fait sur le navire Orion et le cours dure deux ans. Les élèves ne mettent presque jamais pied à terre, et l'affirmation de Meryon selon laquelle ils ne l'ont pas fait depuis 22 mois semble plausible. La routine et la discipline sont dures, mais Charles Meryon se fait des amis pour la vie, dont Ernest Mouchez.
Il rejoint son premier navire, l’Alger à Toulon en octobre 1839, comme cadet de deuxième classe. Dans un premier temps, il héberge à terre. Après un voyage à Alger pour le transport des troupes, le navire quitte Toulon pour rejoindre la flotte du Levant dans la mer Égée en février 1840, lui permettant de visiter Athènes, Corinthe, Argos, Milos et Mycènes. En avril 1840, il est transféré sur le Montebello près d'Izmir (alors Smyrne) en Turquie, avec lequel il rejoint la Grèce, puis la France, avant de parvenir à Tunis, alors d'un grand intérêt politique pour les Français, et Carthage. En janvier 1842, il est promu cadet de première classe.

#### Voyage autour du monde
De 1842 à septembre 1846, il effectue une circumnavigation à bord de la corvette Le Rhin. Le but du voyage est de promouvoir les intérêts français en Nouvelle-Zélande, que le gouvernement français n'est pas encore prêt à accepter comme un territoire entièrement britannique ; des intérêts baleiniers français sont aussi à protéger. Lors d'un voyage précédent, une petite colonie française a été établie sur l'île du Sud. La « station navale néo-zélandaise » française prend fin alors que Le Rhin retourne en France, lorsque le navire de remplacement, Le Seine, fait naufrage sur les côtes de la Nouvelle-Calédonie. Les relations entre les populations françaises et britanniques, y compris leurs responsables, sont cordiales ou amicales, malgré le renforcement du contrôle britannique sur cette période, qui restreint par exemple les droits de pêche accordés aux bateaux français. Mais les deux parties sont conscientes que la question des revendications françaises sera réglée en Europe.
La base française en Nouvelle-Zélande est Akaroa, ou Port Louis-Philippe comme l'appellent encore les Français, alors une petite station baleinière avec une population majoritairement française. Le Rhin l'atteint le 18 janvier 1843. Le voyage aller commence le 15 août 1842, avec la traversée de l'océan Atlantique, en passant par Tenerife, mais ne débarquant qu'à Bahia au Brésil en octobre, où il reste près de deux semaines. Il change ensuite de direction, contournèrent le cap de Bonne-Espérance et arrive à Hobart, en Tasmanie fin décembre, n'y restant qu'une semaine, avant de naviguer vers Akaroa, qu'il atteint le 11 janvier 1843.
En mai et juin 1843, Le Rhin s'arrête à Wellington pendant dix jours, puis à Auckland. En octobre, il part pour l'Australie, via Kororareka, près de la pointe de l'île du Nord, aujourd'hui Russell (Nouvelle-Zélande), où il reste jusqu'au début novembre. Moins de 18 mois plus tard, la guerre dite de Flagstaff entre les Britanniques et les Maoris éclate. En novembre, Meryon est promu enseigne, le grade le plus bas des officiers de marine ; la nouvelle ne lui parvient sur Le Rhin qu'en juillet de l'année suivante. Durant son voyage, il réalise de nombreux dessins et croquis.
Fin août 1844, Le Rhin embarque pour Valparaíso au Chili « pour acheter des marchandises, notamment du vin, qui était très cher à Sydney ». Après un séjour de deux semaines, le voyage de retour débute le 6 novembre 1844, s'arrêtant aux îles Marquises et à Tahiti, qui viennent de passer sous « protection » française et où se trouvent alors au total sept navires de guerre français. Il atteint de nouveau Akaroa le 8 février 1845, dans l'espoir de constater que son navire de remplacement est arrivé et que l'équipage pourra rentrer en France. Mais le navire n'est pas arrivé et, en mars, les tensions entre les Maoris et les Européens s'accroissent fortement, augmentant la cordialité des relations franco-britanniques locales.
Le navire de remplacement, Le Seine, arrive finalement le 8 mars 1846 et Le Rhin repart le 16. Il passe le cap Horn début mai et l'équipage débarque à Sainte-Hélène le 14 juin, où il reste une semaine. La visite de Meryon dans la dernière demeure de Napoléon Ier viendra le hanter plus tard. Après une brève escale à l'île de l'Ascension, ils passent en mer Méditerranée et restent quatre jours au port d'Afrique française du Nord de Mers el-Kébir à partir du 18 août. Ils débarquent finalement à Toulon le 28 août, quatre ans et 13 jours après l'avoir quitté.

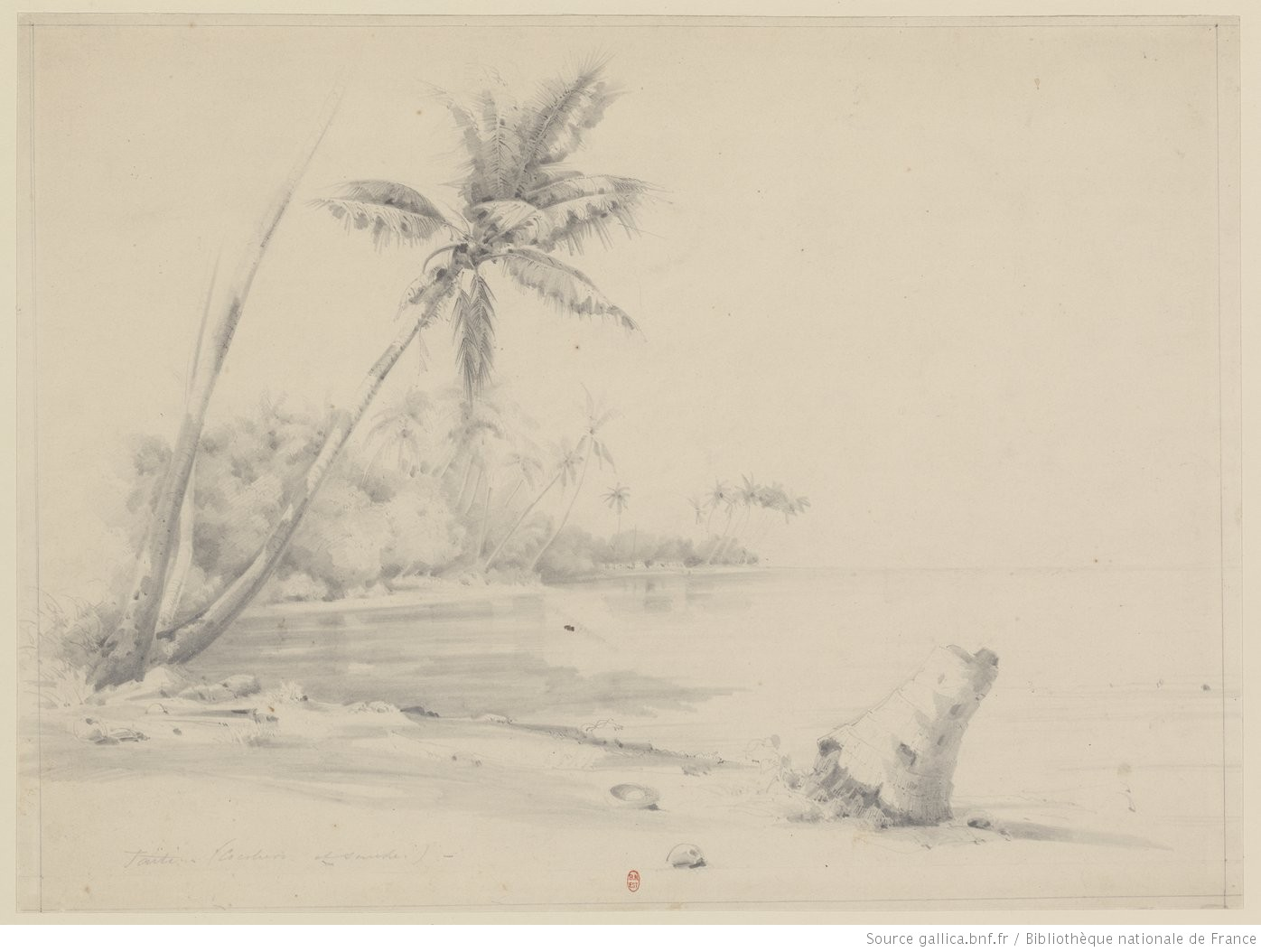
Taiti [sic], 1844-1845, dessin, Paris, BnF.
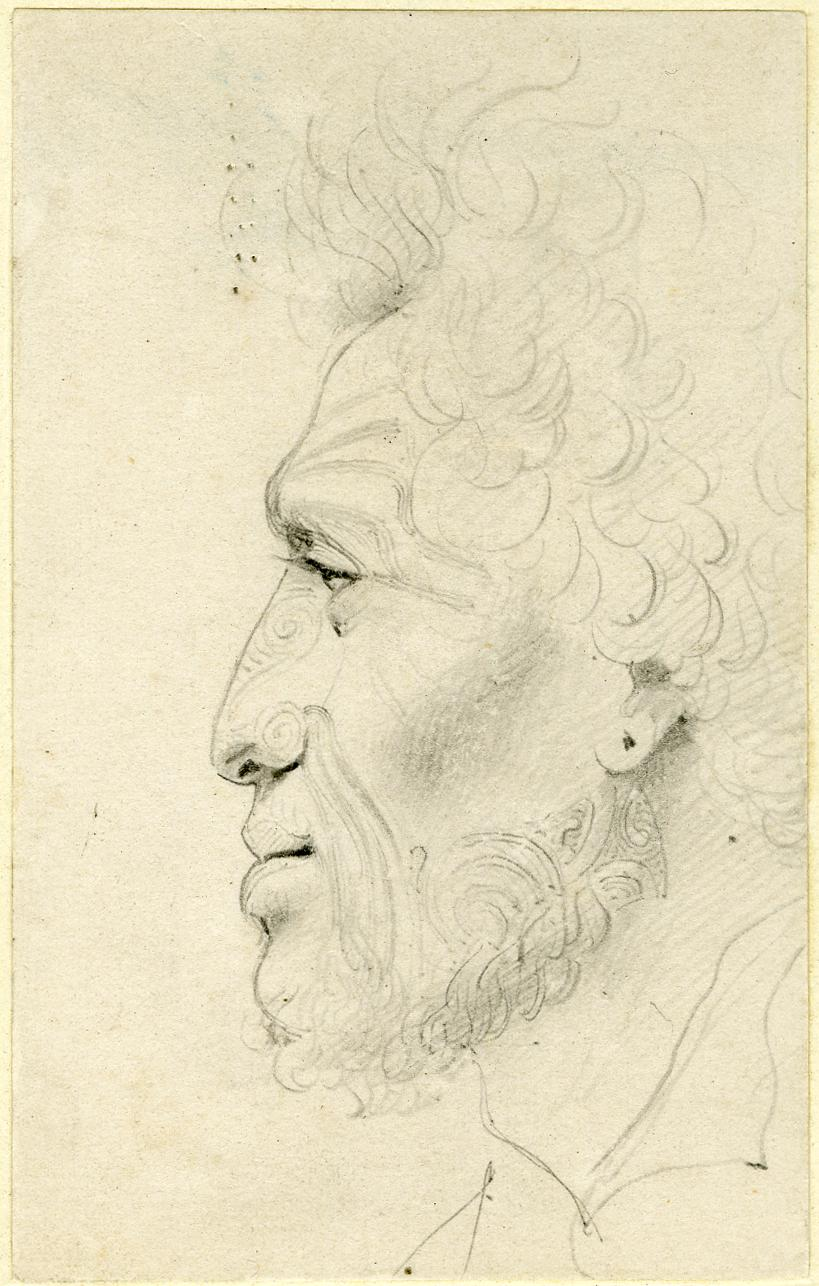
Tête de Maori, Londres, British Museum.
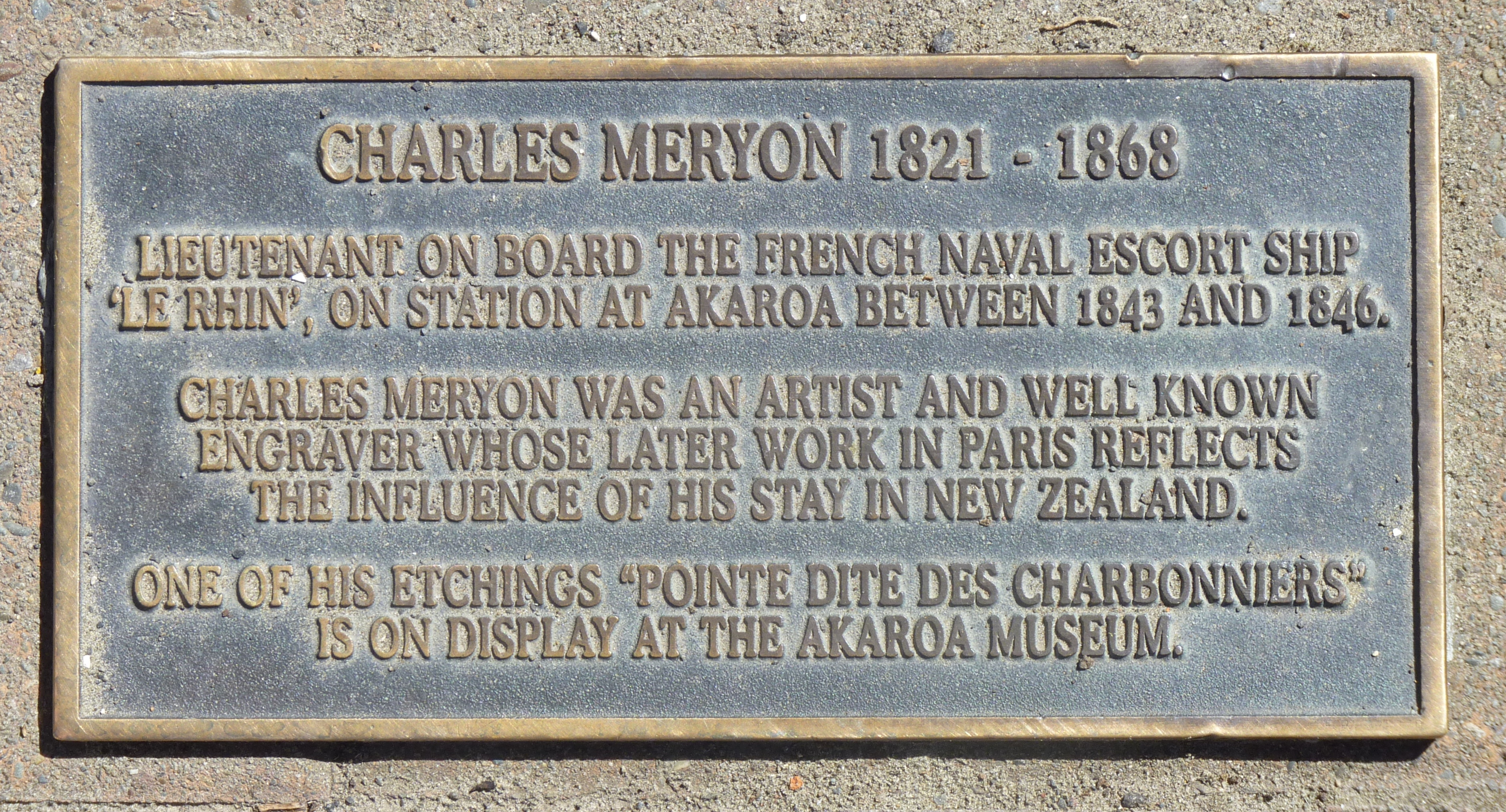
Plaque commémorative à Akaroa, île du Sud, Nouvelle Zélande.

### Retour à Paris

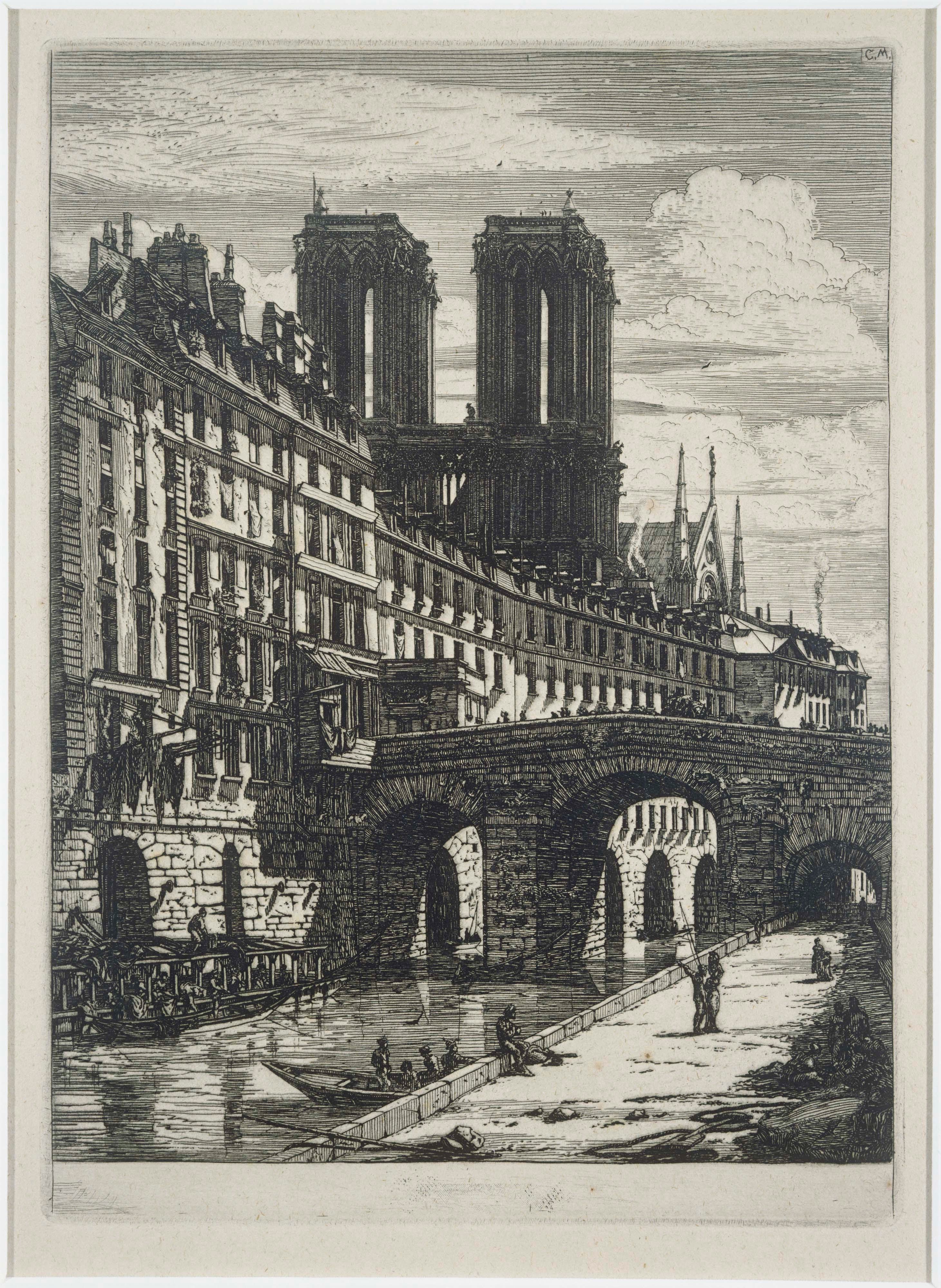
Le Petit Pont, 1850, eau-forte sur papier, Washington, Phillips Collection.

À son retour du voyage sur Le Rhin en août 1846, Charles Meryon bénéficie d'un congé de huit mois et se rend à Paris. Il espère rejoindre à la fin de son congé l'équipe travaillant à la publication scientifique officielle du voyage, notamment en ce qui concerne les illustrations ; la Marine française a pour tradition de prendre ces livres très au sérieux.
En juillet 1847, il rend visite à sa sœur Fanny à Londres, où elle vit avec son mari Henry Broadwood, qui est comme le père de Fanny membre du parlement, conservateur, et issu d'une famille de facteurs de pianos. Sa visite à Londres est marquée par son refus de rendre visite à son père, qui y vit alors. Les deux hommes ont correspondu pendant le voyage ; le jour de son arrivée à Toulon, il écrit à son père pour lui proposer de lui rendre visite à Nice, sans se rendre compte qu'il n'y était plus. À Londres et dans les principales villes d'art de Belgique qu'il visite sur le chemin du retour à Paris, il consacre une grande partie de son temps à visiter des musées, allant également au théâtre à Londres.
L'année 1848 voit la montée des tensions politiques à Paris de la Révolution française de 1848 qui culminent avec les journées de Juin, lorsque le quartier immédiat de celui où Meryon réside est le théâtre d'intenses combats autour des barricades érigées par les insurgés. Il est membre de la Garde nationale (sans doute obligatoire pour un officier de marine en permission), qui joue un rôle crucial dans la résistance au soulèvement au nom de la Deuxième République, que Meryon soutient. Il « a passé près de trois jours dans la rue, brisé seulement par des heures arrachées au sommeil », et est légèrement blessé.
En mai 1847, à la fin de son congé prolongé, il aurait dû retourner à Toulon, mais il ne l'a pas fait. Les travaux sur la publication navale, et bien d'autres choses dans l'administration navale, ont été abandonnés en raison de la situation politique. En juillet 1848, il démissionne de la Marine avec le grade d'enseigne de vaisseau, peut-être pour préparer son propre livre sur le voyage, mais apparemment aussi à cause de sa santé, ses doutes quant à sa capacité à commander des hommes et parce que sa prochaine affectation n'est pas claire. Parce qu'il n'est pas revenu à Toulon, des mois de sa solde sont bloqués dans un enchevêtrement bureaucratique, consigné en détail dans les archives navales. Bien que la recommandation finale d'une décision ministérielle, en mars suivant, soutienne son paiement, il n'est pas clair si cela s'est réellement produit. Plusieurs mémorandums font état de sa situation financière désastreuse.

### Artiste professionnel

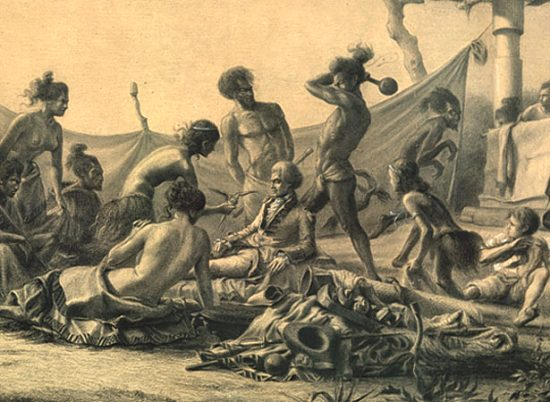
Mort de Marc-Joseph Marion Dufresne dans la baie des Îles, 1848, détail, Wellington, Bibliothèque nationale de Nouvelle-Zélande.

Dans une lettre à son père datée du 5 novembre 1846, Meryon annonce qu'il « s'apprête à se consacrer entièrement à l'étude des Arts ». Il s'adresse d'abord à un élève mineur de Jacques-Louis David, qui travaille au ministère de la Guerre, qui accepte de le prendre comme élève en août 1847, lui prescrivant des exercices de dessin en copiant des statues et des dessins classiques célèbres, dans un programme académique « conventionnel ». Un premier carnet (1847-1848), avec une liste ambitieuse de sujets possibles, montre une prédominance de sujets maritimes, beaucoup avec des décors spécifiques tirés de son voyage, comme une scène de combats maoris et un Assassinat du capitaine Cook (à Hawaï en 1779).
Au moins deux dessins achevés au pastel survivent de cette période : une scène dramatique de chasse à la baleine et l’Assassinat du capitaine Marion du Fresne en Nouvelle-Zélande, tué en 1772 par les Maoris dans la baie des Îles, tuant 27 personnes au total, dont Meryon connaît bien le décor. L'œuvre est exposée au Salon de peinture et de sculpture au palais du Louvre en 1848. En 1883, Victor-Louis Focillon (père de l'historien de l'art Henri Focillon) en fait une eau-forte, qui est adaptée comme illustration de livre. Son dessin se trouve maintenant à la Bibliothèque nationale de Nouvelle-Zélande et reste la représentation la plus connue de l'incident,.
Le dessin semble avoir été destiné à être refait à plus grande échelle à l'huile, et de nombreux critiques pensent que l'échec de cette tentative a fait prendre conscience à Meryon de l'impossibilité de poursuivre une carrière dans une technique utilisant la couleur. Début 1848, il rencontre le graveur Eugène Bléry qui, selon certains témoignages, s'est intéressé à son dessin de du Fresne. Bléry (1805–1887) est un graveur respecté et techniquement très compétent, produisant principalement des paysages. Précurseur de la renaissance de l'eau-forte, il travaille devant la scène de son choix, non seulement en réalisant des dessins, mais aussi en gravant ses planches. Contrairement à Meryon, il s'intéresse peu aux sujets architecturaux, mais tous deux apprécient les forts contrastes de lumière et d'obscurité. Meryon affirme plus tard que son objectif à long terme dans l'estampe est de participer à l'illustration d'un récit, officiel ou personnel, du voyage sur le Le Rhin.
Il rejoint l'atelier de Bléry et entretient bientôt d'excellents termes avec lui et sa famille. En septembre 1848, il accompagne Mme Bléry et sa fille pour un voyage de vacances et de dessin en Normandie pendant plusieurs semaines, lorsqu'Eugène Bléry ne peut quitter Paris. En décembre, il accepte une invitation à emménager dans leur maison. Il commence à produire des gravures, copiant principalement des peintures de paysages et d'animaux, ou d'autres gravures, qui lui permettent de développer sa technique, et qui peuvent également être vendues aux marchands d'estampes, ne serait-ce que pour des sommes modestes.
Meryon n'a pas d'argent et est trop fier pour demander de l'aide à sa famille. Il est obligé de gagner sa vie en effectuant un travail mécanique et pénible. Parmi ses travaux d'apprentissage, réalisés pour son propre bénéfice, figurent quelques études d'après les graveurs hollandais tels que Zeeman et Adriaen van de Velde. Ayant prouvé qu'il est un copiste habile, il commence à réaliser des œuvres originales, notamment une série de gravures qui sont les plus grandes incarnations de ses plus grandes conceptions, la série intitulée Eaux-fortes sur Paris. Ces planches, exécutées de 1850 à 1854, ne se retrouvent jamais en série et n'ont jamais été expressément publiées comme telles, mais elles constituent néanmoins dans l'esprit de Meryon une série harmonieuse.

### Maturité et décès

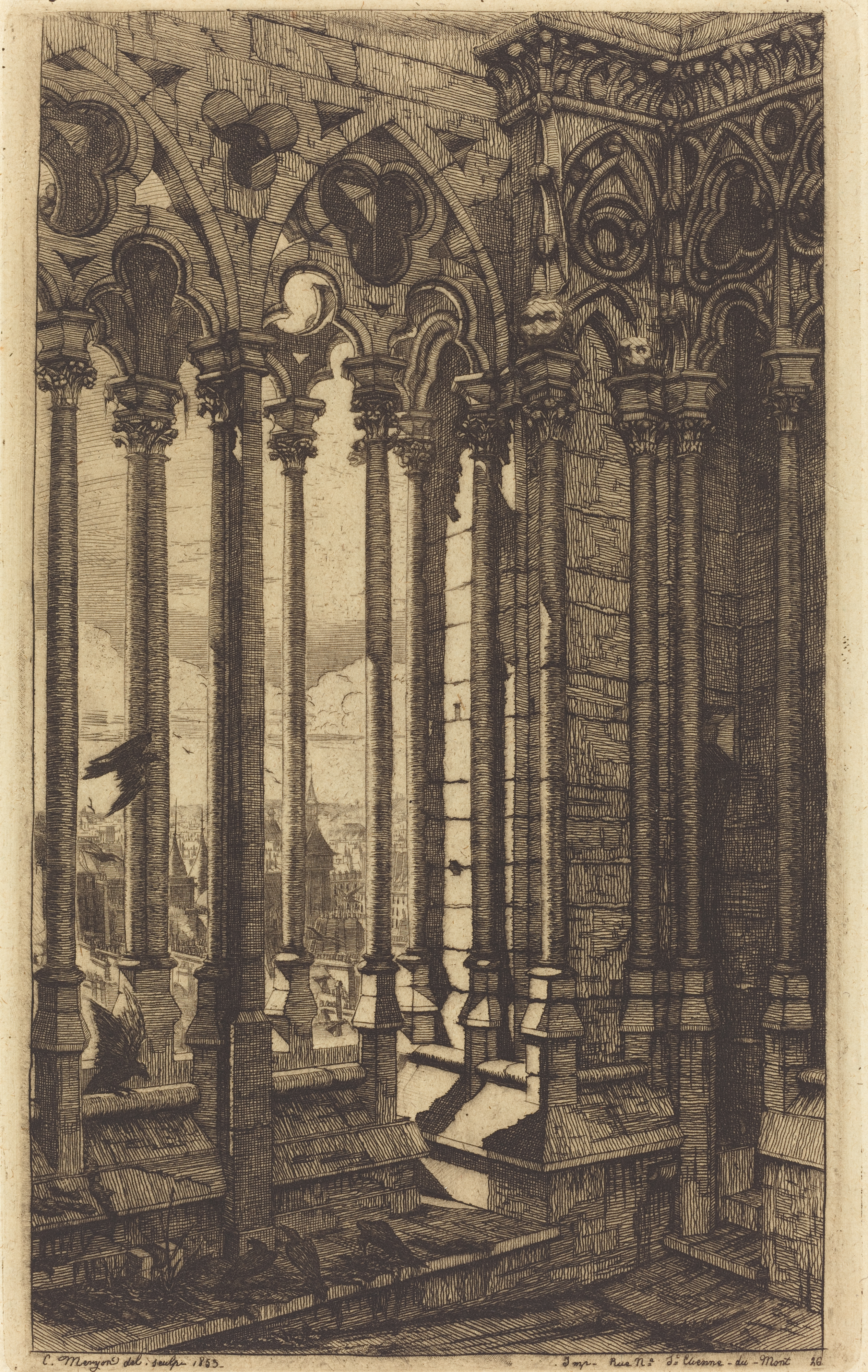
La Galerie Notre-Dame, 1853, Washington, National Gallery of Art.

Célibataire, il est presque aussi constamment occupé d'amour que de travail. La profondeur de son imagination et la maîtrise surprenante qu'il a acquise presque dès le début dans les détails techniques de son métier ne sont appréciées que par quelques artistes, critiques et connaisseurs ; il ne peut pas vendre ses gravures ou ne peut les vendre que pour une faible somme d'argent. La déception l'envahit et, aussi frugal que soit son mode de vie, la pauvreté doit l'affecter. Il devient sujet à des hallucinations. Des ennemis, dit-il, l'attendent aux coins des rues ; ses quelques amis le volent ou lui doivent ce qu'ils ne paieront jamais. Il souffre d'importants troubles psychologiques : dépression, délire de persécution… Il croit en de nombreuses superstitions et il se passionne pour les sciences occultes. Ses estampes en témoignent indirectement : elles comportent par exemple souvent des significations cryptées .
Victor Hugo, les Goncourt ou Charles Baudelaire, entre autres, ont exprimé leur admiration pour ses eaux-fortes. Baudelaire, qui remarque ses œuvres en 1859, rencontre le graveur l'année suivante en vue d'élaborer en commun un recueil des Eaux-fortes sur Paris, pour lequel il aurait composé de courts poèmes, mais la maladie empêche le projet d'aboutir.
Juste avant son internement, il fréquente Félix Bracquemond et Léopold Flameng, habiles praticiens de l'eau-forte. Le meilleur portrait que nous ayons de lui est celui de Bracquemond sous lequel le modèle écrit qu'il représente « le sombre Méryon au visage grotesque ».
Quelques années après l'achèvement de sa série parisienne, il est placé à l'asile de Charenton. Brièvement rétabli, il sort et travaille encore un peu, mais est épuisé. En 1867, il retourne à l'asile et y meurt le 14 février 1868. Il est enterré au cimetière de Saint-Maurice.
Il enseignait également et eut pour élève et assistante Gabrielle Niel, fille du collectionneur Jules Niel (1800-1872),.

### Maladie mentale

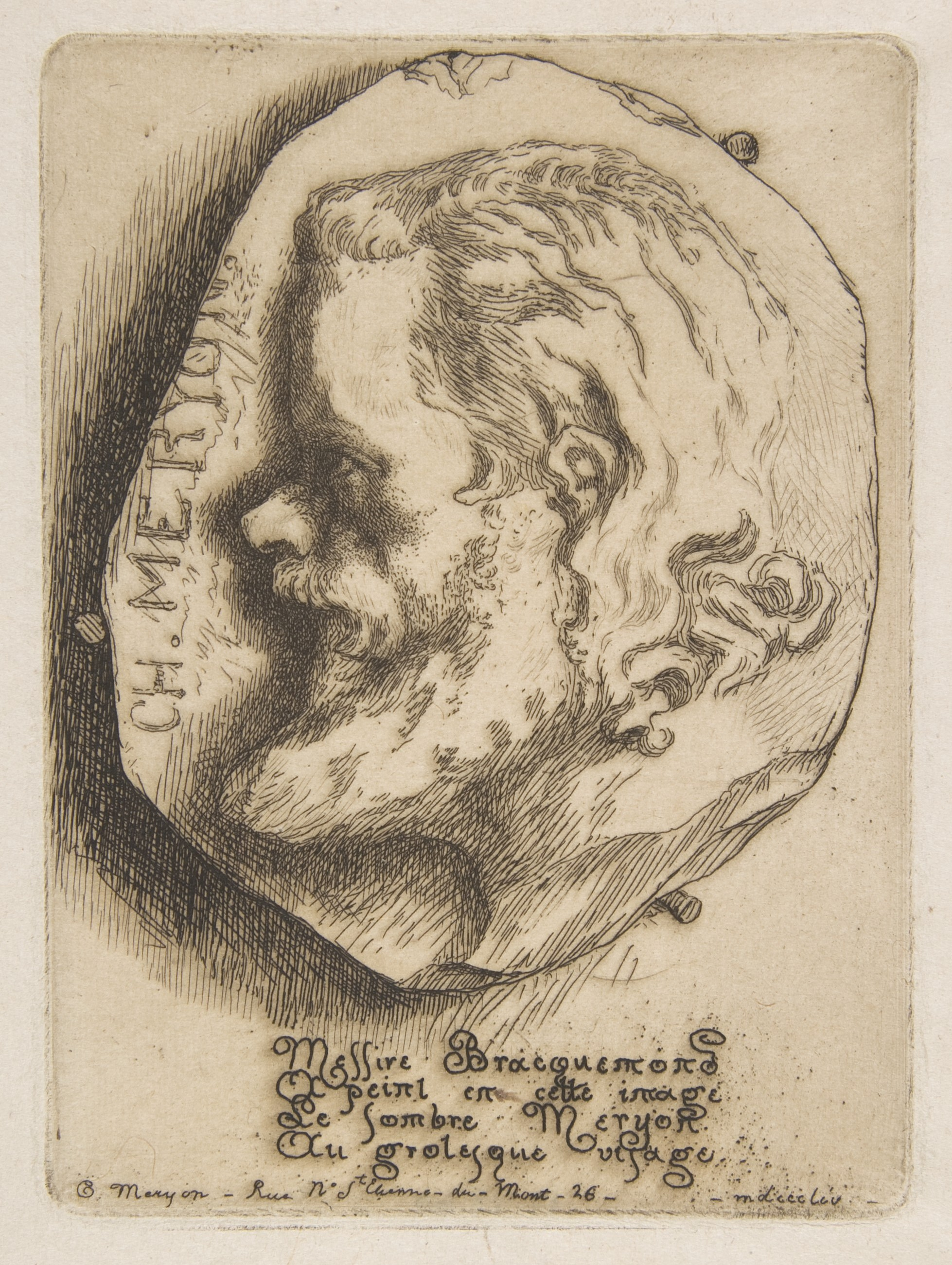
Félix Bracquemond, Portrait de Charles Meryon, 1854, eau-forte, New York, Metropolitan Museum of Art. Le texte inscrit se termine par la face grotesque du sombre Meryon ajouté par Meryon.

Dès son voyage sur Le Rhin, Meryon manifeste des comportements d'abord interprétés comme des excentricités, pour lesquelles il y a une grande tolérance dans les milieux artistiques parisiens, mais qui sont ensuite perçus par ses amis comme « les prémices d'un dysfonctionnement ». Au milieu des années 1850, il connaît des périodes de dépression où il ne peut rien faire et développe la conviction qu'il est persécuté par l'empereur Napoléon III ; il attribue cela aux « paroles maladroites sur l'abus de la force » qu'il avait inscrites en 1846 dans le livre d'or de Longwood, où Napoléon Ier était mort. Il pense que plusieurs autres artistes morts ont été éliminés par le gouvernement, probablement par empoisonnement.
Il développe une obsession pour une très jeune fille du quartier, Louise Neveu, qui habite à côté de chez lui entre au moins 1851 et 1856. Sa « cour agressive et persistante mais infructueuse » est une tentative de l'épouser, pour laquelle il négocie avec ses parents par l'intermédiaire d'un ami. Son père « le pensait potentiellement violent » ; ensuite, il « menace les visiteurs avec un pistolet ». Il s'agit peut-être d'une autre jeune fille, puisque divers récits mentionnent la fille du propriétaire du restaurant où il mange habituellement, qui n'est pas Neveu. Plusieurs témoignages mentionnent ses fouilles obsessionnelles dans le jardin à l'arrière de la maison où il réside, apparemment à la recherche de corps enterrés.
En 1858, il accepte de s'admettre au principal asile de Charenton, un médecin l'ayant certifié « souffrant d'un profond trouble des facultés mentales » le 10 mai. Deux jours plus tard, son premier examen à Charenton détecte : « mélancolique profonde, idées de persécution qu'il estime méritées, idées dépressives, il s'estime profondément coupable envers la société ». Ce séjour dure 14 mois jusqu'au 10 septembre 1859, date à laquelle il est évalué comme amélioré, y compris par lui-même dans une lettre ultérieure.
Après sept années, pendant lesquelles sa vie et son art montrent des signes d'une certaine persistance de son état, il est réadmis une dernière fois à Charenton le 10 octobre 1866. Leurs relevés « d'évaluations mensuelles régulières racontent des accès de violence persistants, une mélancolie intense, des hallucinations récurrentes et la conviction que même ses vieux amis conspiraient contre lui ». Bien qu'il se porte parfois suffisamment bien pour être emmené en voyage, son état se détériore ; il cesse de s'alimenter et il meurt à Charenton le 14 février 1868.
Des diagnostics rétrospectifs évaluent le comportement de Meryon comme présentant des symptômes de schizophrénie.

## Œuvre

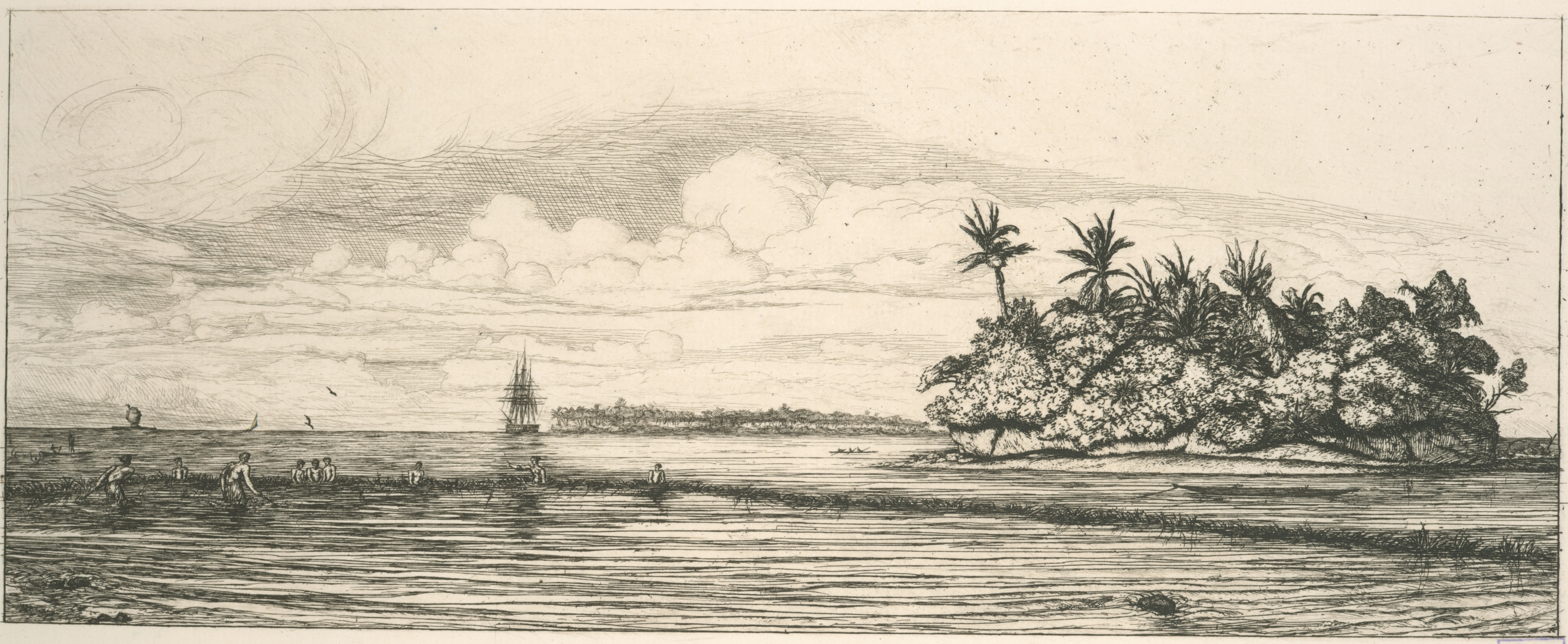
Océanie, îlots à Uvea (Wallis), pêche aux palmes, 1863, New York Public Library.

Outre les 22 Eaux-fortes sur Paris, Meryon réalise 72 eaux-fortes d'un même type et 94 autres en tout cataloguées dans Méryon de Frederick Wedmore et Paris de Méryon ; ceux-ci comprennent les œuvres de son apprentissage et de son déclin, des copies adroites dans lesquelles son meilleur succès est dans le naufrage de sa propre individualité, et des portraits plus ou moins ennuyeux. Pourtant, parmi les 72 gravures en dehors de sa série déclarée, au moins une douzaine sont célèbres. Trois ou quatre belles gravures de Paris n'appartiennent pas à la série. Deux ou trois autres sont consacrés à l'illustration de Bourges, ville dans laquelle les vieilles maisons de bois lui sont aussi attrayantes pour elles-mêmes que le sont les monuments en pierre de Paris.

### Formation
Il dessine à Athènes, à Alger et dans d'autres lieux exotiques qu'il visite. Fin 1840, il avait décidé de prendre des cours de dessin auprès de l'artiste toulonnais Vincent Courdouan, alors âgé. Il avait pensé peindre à l'aquarelle, mais n'a alors pas le temps d'apprendre cette technique ; il étudie en utilisant des lavis de sépia. Il se met à l'aquarelle en novembre 1841, lorsqu'il mentionne son daltonisme dans une lettre à son père, la première mention documentée ; peut-être qu'il n'avait pas réalisé qu'il souffrait de cette maladie auparavant. À cette époque, il semble avoir espéré que son état s'améliorerait. Le style de Courdouan fait beaucoup appel à de forts contrastes de tons clairs et sombres, une caractéristique également de l'art de Meryon dans les années 1850.
Il se forme d'abord chez Charles-François Phelippes, élève de David. Il découvre alors qu'il est atteint de daltonisme. Renonçant à la peinture, il se tourne vers la gravure. Il sera l'un des premiers artistes du XIXe siècle à n'être qu'aquafortiste. Il s'installe en 1849 chez le graveur Eugène Bléry (1805-1886), dont le style se rattache à celui de l'école de Barbizon, qui lui enseigne la technique de l'eau-forte. Sur son conseil, il copie des estampes anciennes, en particulier des maîtres hollandais, notamment Adriaen van de Velde et Karel Dujardin. La même année, il découvre l'œuvre de Reinier Nooms, dit Zeeman, qui le passionne, et dont il reproduit huit gravures et quatre marines. Il perfectionnera sa technique tout au long de sa vie au regard des œuvres de cet artiste.

### Style et technique
Le style de Meryon se caractérise par une écriture très fouillée, ferme, précise et contrastée. Les vues topographiques, préparées à l'aide de nombreux relevés réalisés à l'aide d'une chambre claire, sont recomposées pour en accentuer le caractère monumental ou dramatique.
Charles Meryon multiplie souvent les états d'une même planche (jusqu'à une douzaine, comme pour Le Pont au Change), ajoutant et modifiant les détails de sa composition. Le fantastique et le surnaturel surgissent parfois : il peuple les ciels de ses vues parisiennes de figures volantes et de ballons, le plus souvent supprimés au moment du tirage destiné à la commercialisation.

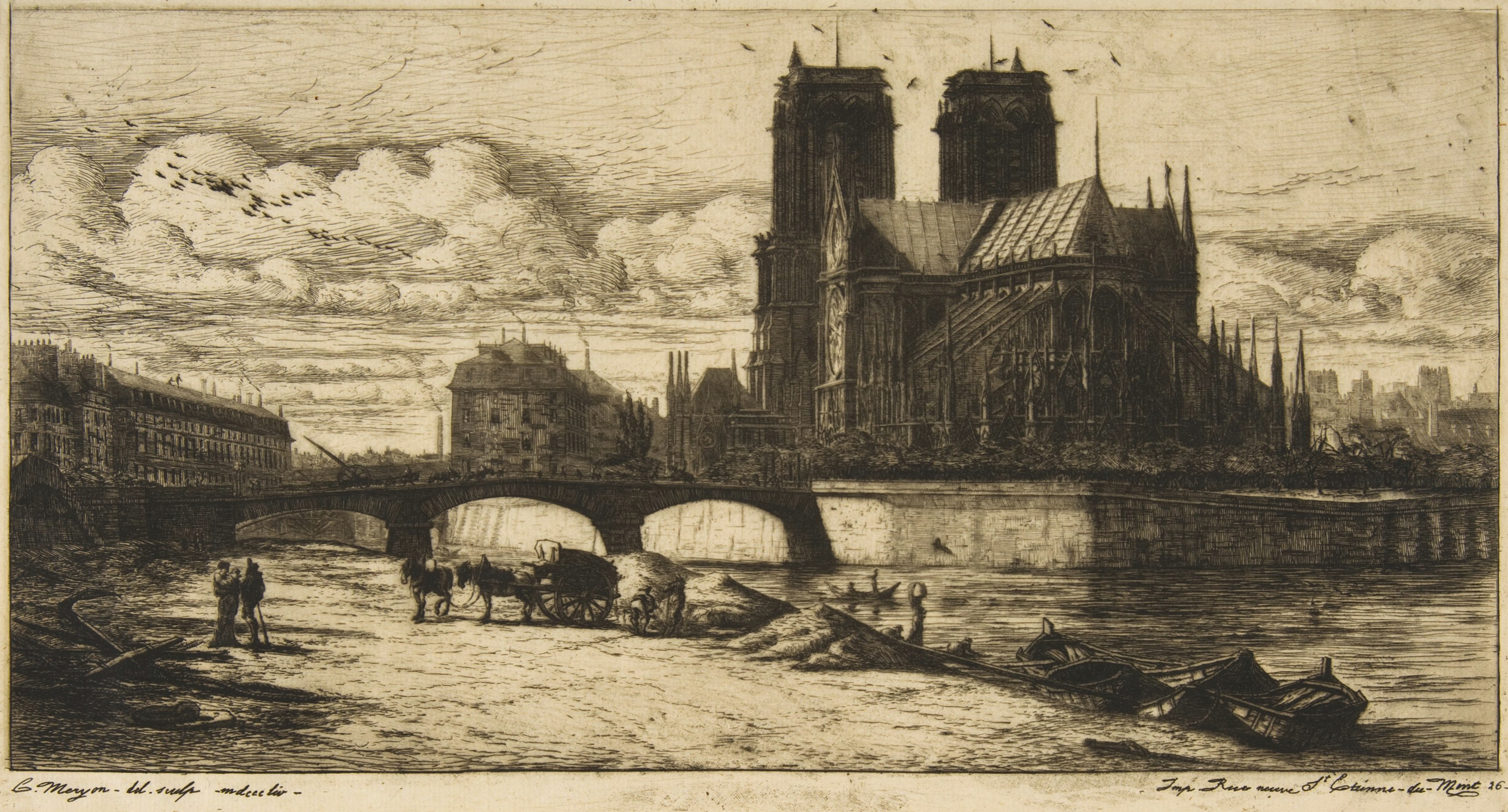
L'Abside de Notre Dame, 1854, état II, New York, Metropolitan Museum of Art.

L'Abside de Notre Dame est communément considérée comme son chef-d'œuvre. La lumière et l'ombre jouent à merveille sur la large trame de la cathédrale vue depuis les berges du fleuve. En tant que dessinateur d'architecture, Meryon est complet ; il affectionne les différents styles et son travail sur ceux-ci est impartial et d'égale perfection — un point sur lequel il est curieux de le comparer à Turner, qui dessine souvent l'architecture gothique avec un manque d'appréciation. Il est évident que l’architecture doit s'inscrire largement dans toute représentation d’une ville, même si cette représentation peut être visionnaire. Même la partie architecturale de l'œuvre de Meryon n'est qu'indirectement imaginative ; il donne plus de liberté à l'imagination dans ses  personnages, qu'il s'agisse des gens de la rue ou de la rivière, ou ceux qui, quand il utilise la symbolique, envahissent le ciel.
D'une manière générale, ses figures sont, en ce qui concerne le dessin, des « figures de peintre paysagiste ». Elles sont réalisées davantage avec un œil attiré par la beauté que par la correction académique. Mais ce ne sont pas du tout des « figures de peintre paysagiste » quand on s'intéresse aux raisons de leur introduction : elles sont alors vues comme étant en parfait accord avec la perception de la scène. Parfois, comme dans le cas de La Morgue, ce sont elles qui racontent l'histoire du tableau. Parfois, comme dans le cas de la Rue des Mauvais Garçons, avec les deux passantes penchées l'une contre l'autre dans une conversation secrète, elles le suggèrent au moins. Et parfois, comme dans L'Arche du pont Notre-Dame, leur geste expressif et leur action empressée donnent vitalité et animation à la scène.

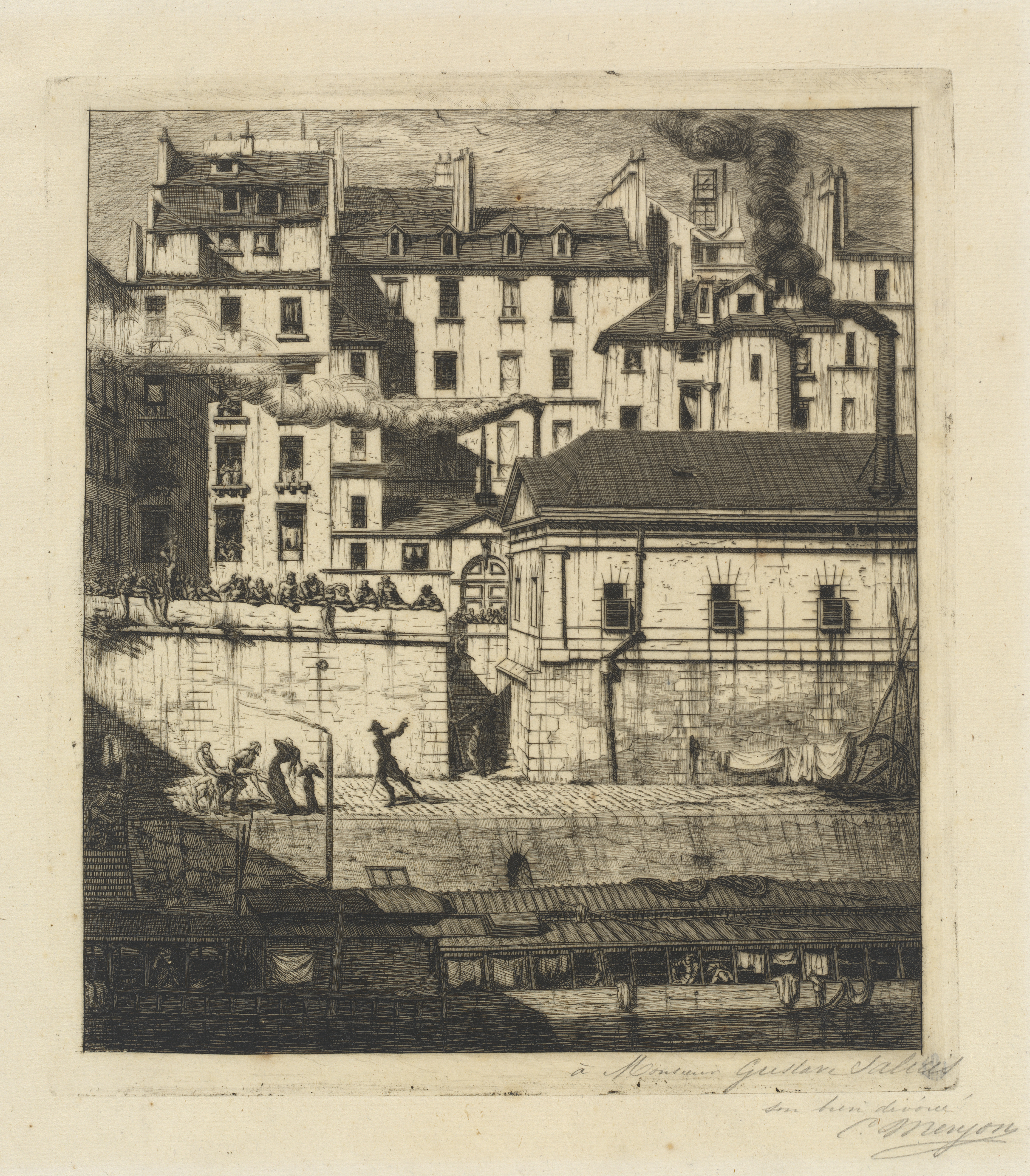
La Morgue, Paris, 1854, Washington, National Gallery of Art.
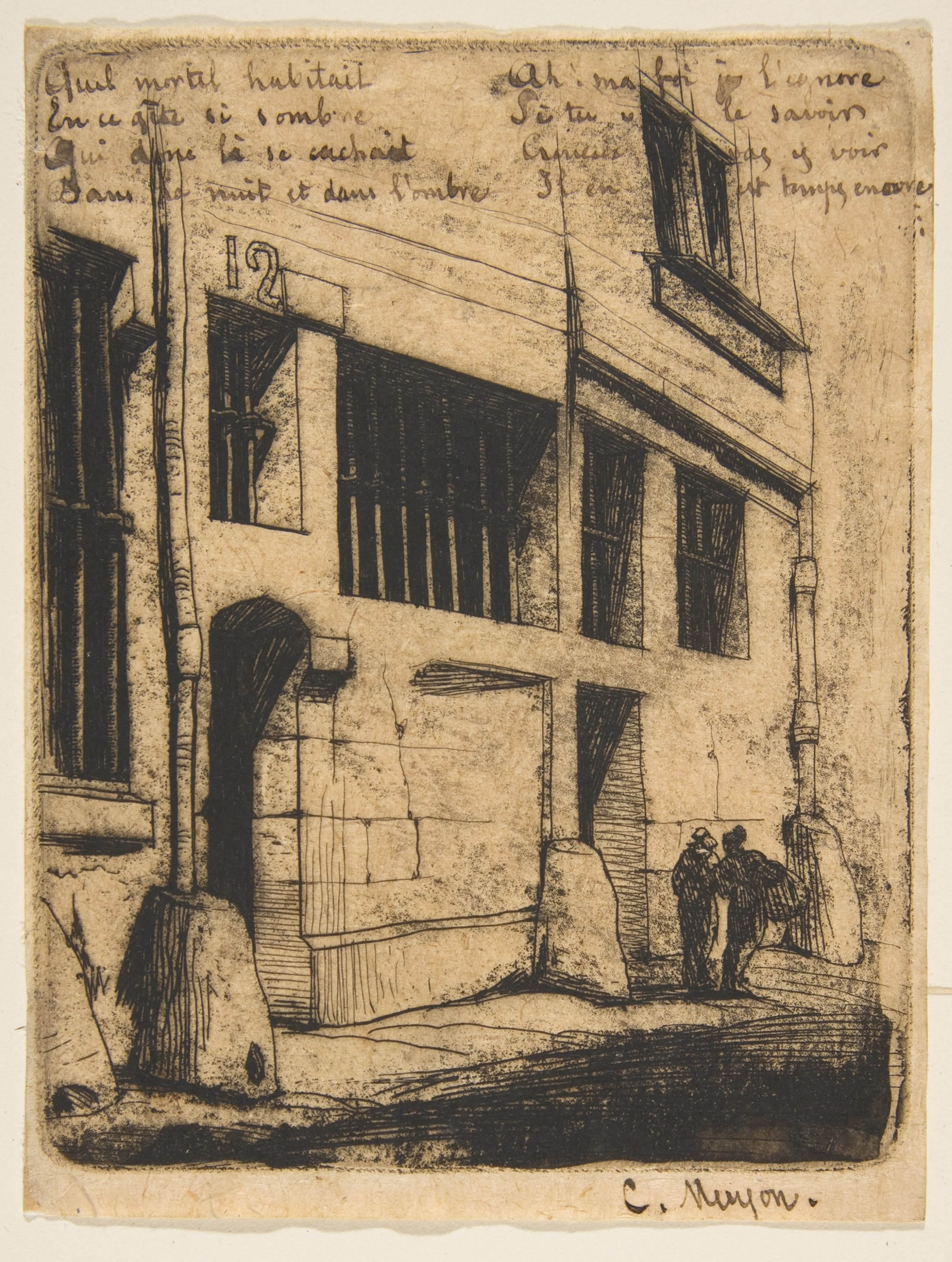
Rue des Mauvais Garçons, Paris, 1854, New York, Metropolitan Museum of Art.
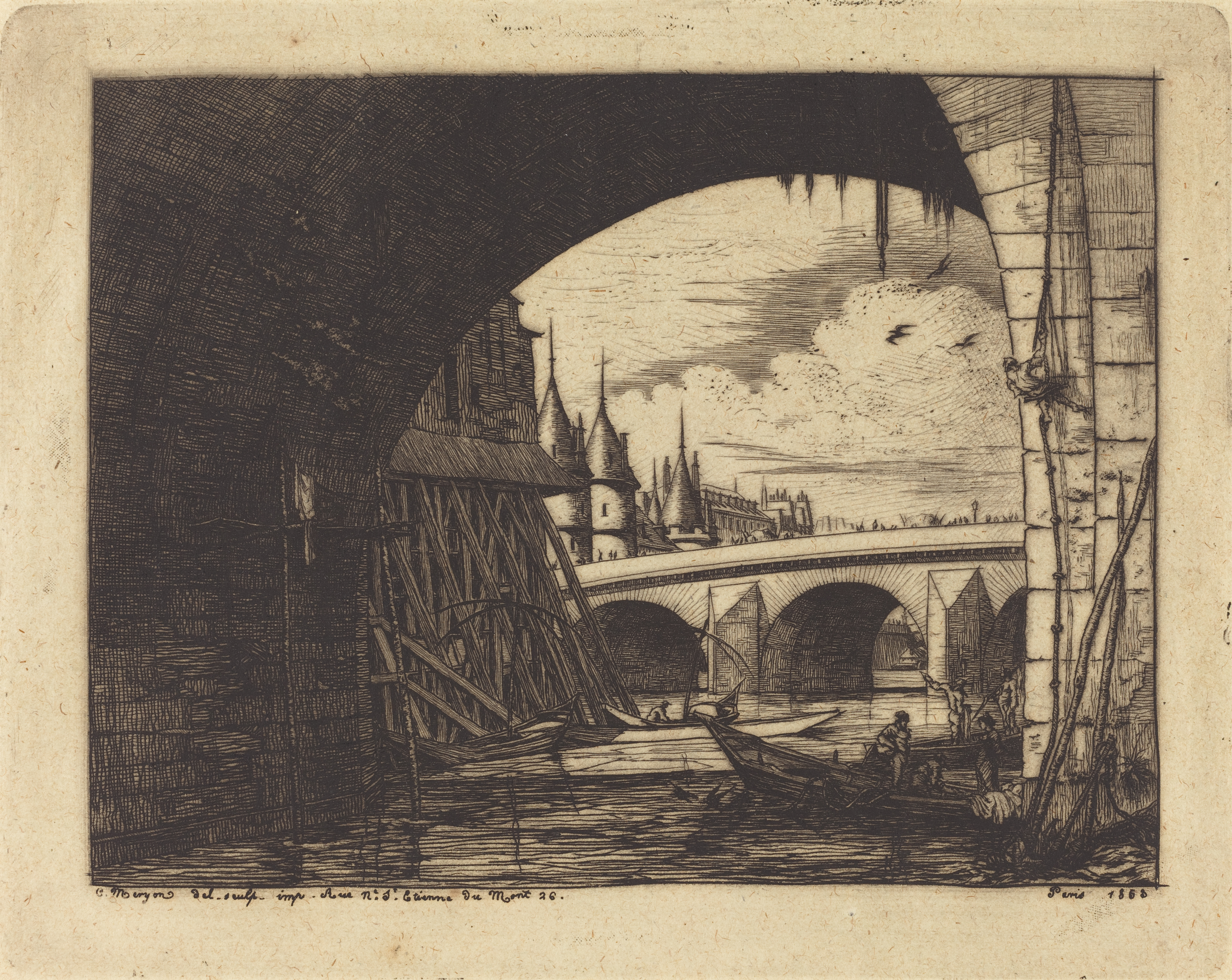
L'Arche du pont Notre-Dame, Paris, 1853, Washington, National Gallery of Art.

Traitant parfaitement de l'architecture et parfaitement, en ce qui concerne son objectif particulier dans son art, de l'humanité, Meryon est peu appelé par le caractère de ses sujets à figurer la nature. Il dessine mal les arbres, ne représentant jamais avec bonheur le feuillage, ni en détail ni en masse. Mais pour rendre les caractéristiques de la ville, il faut qu'il sache représenter l'eau de rivière, le plus souvent paresseuse, et le ciel gris obscur et plus bas, qui couve un monde de toitures et de cheminées. Il est parfaitement maître de cette eau et ce ciel ; il note avec une affection attentive leurs changements sous tous les angles.
Techniquement, il expérimente divers procédés au cours de sa brève carrière, et parfois au sein d'œuvres individuelles. Dans deux impressions différentes de sa vue de Paris La Pompe Notre-Dame de Paris (1852), il peut employer des lignes nettes à travers une plaque bien essuyée sans ton de surface, ou laisser des bords plus doux et des zones sombres plus riches, avec un ton de surface ample. Son esthétique est souvent dictée par son papier, dont il s'efforce d'acquérir le meilleur disponible. Ses œuvres plus définies sont imprimées sur du papier « Hudelist », provenant d'une usine de Hallines dans le nord de la France, qui présente une qualité uniforme et lisse idéale pour des images nettes. Ses œuvres plus vaporeuses, en revanche, sont imprimées sur un papier Morel Lavenere plus doux, semblable à du feutre, produit à Glaignes, très absorbant et vert pâle, que Méryon, avec son daltonisme, n'a pas perçu. En fin de compte, sa préférence déclarée va aux impressions nettes et de qualité uniforme, une détermination qui l'oppose ironiquement à la renaissance de l'eau-forte qu'il a contribué à inspirer.

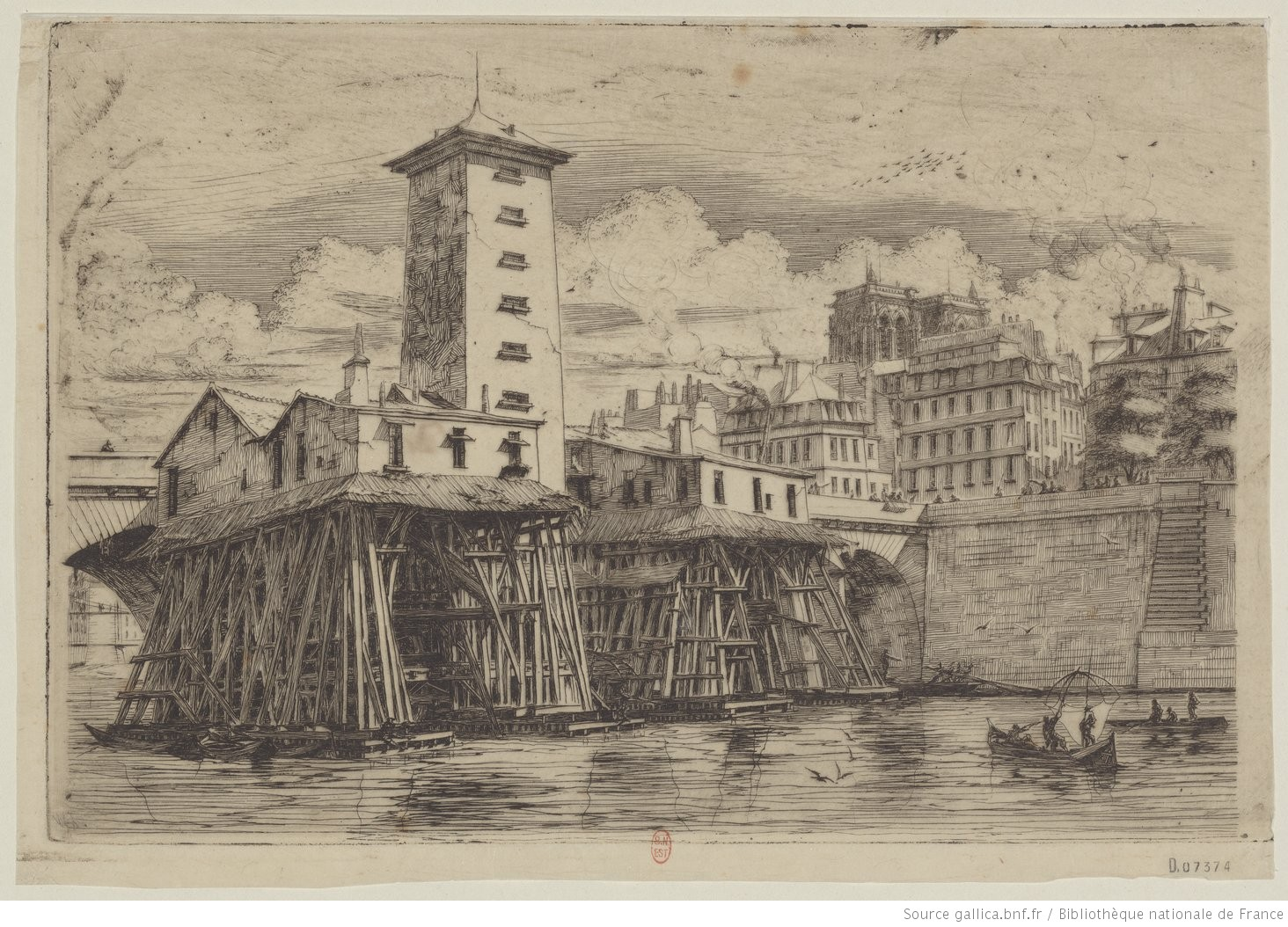
La Pompe Notre-Dame, 1er état, Paris, BnF.
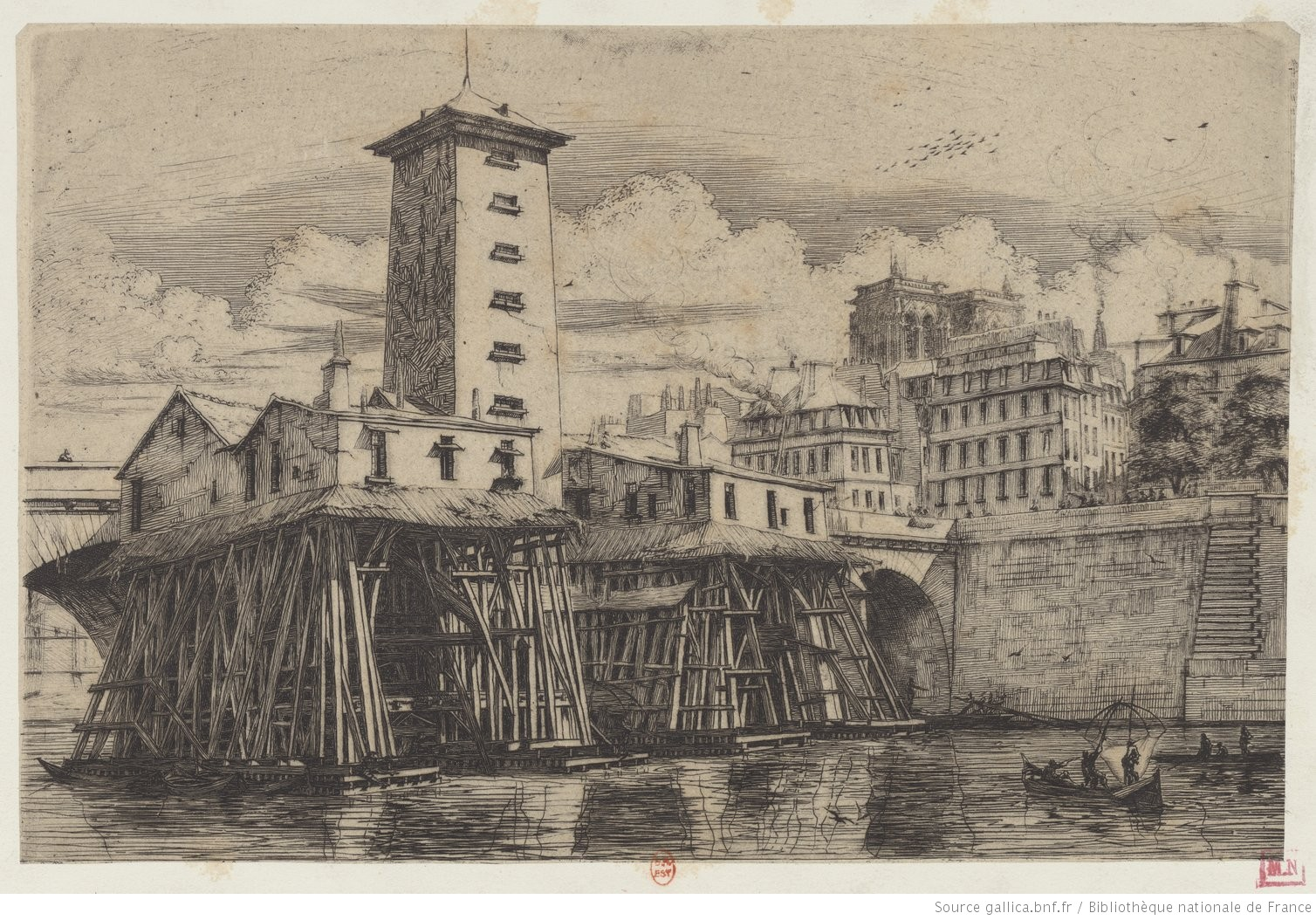
La Pompe Notre-Dame, 2e état, Paris, BnF.
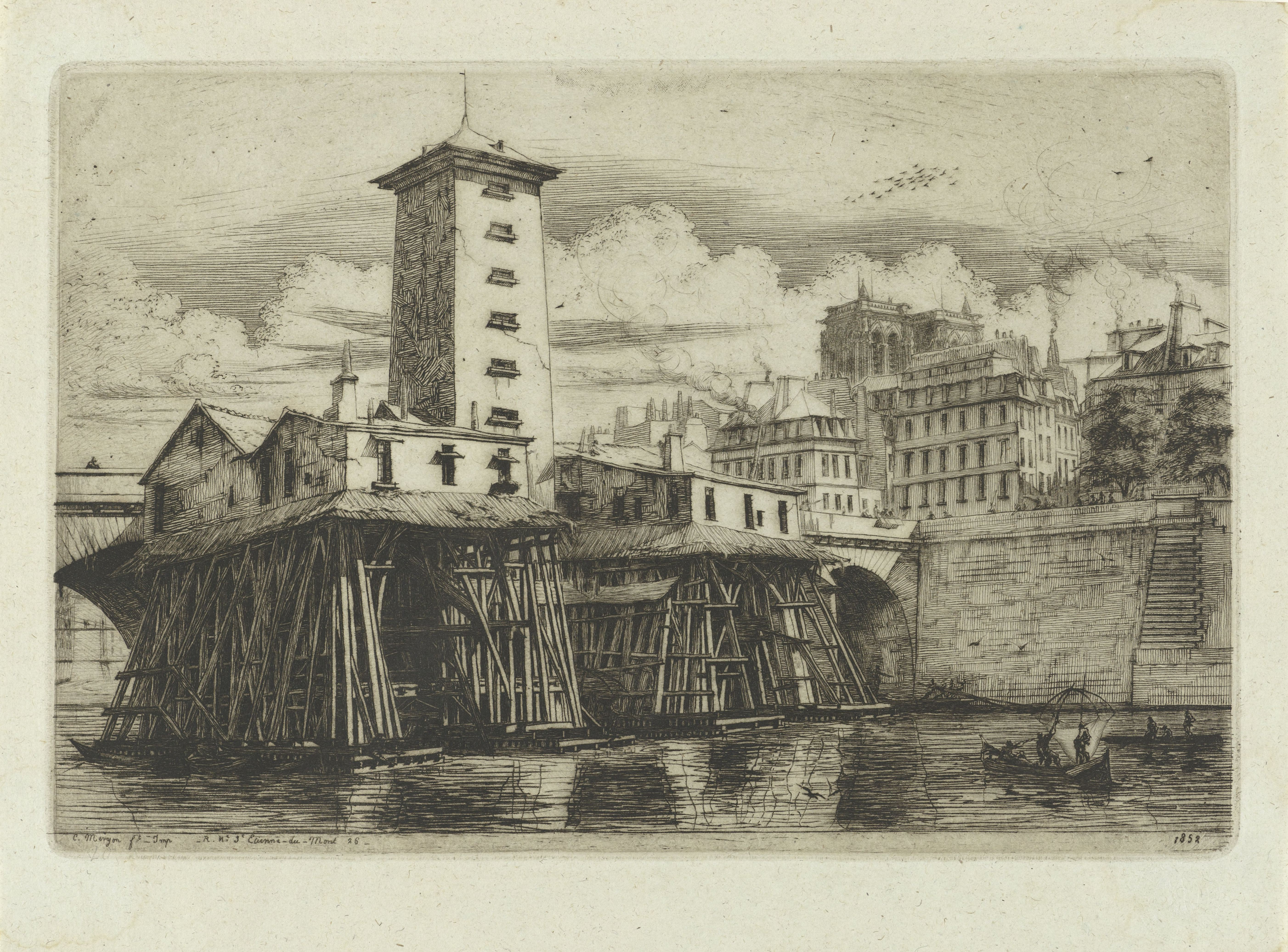
La Pompe Notre-Dame sur papier vert pâle, Amsterdam, Rijksmuseum.

### Œuvres réalisées au cours de sa carrière dans la marine
Tout au long de son voyage sur Le Rhin, il réalise des dessins, dont beaucoup seront transformés en gravures une vingtaine d'années plus tard. Il s'essaye également à la sculpture, après avoir acheté du plâtre de Paris à Sydney en 1843. Il réalise des bustes et des têtes de Maoris, dont aucun n'a survécu. Il réalise un modèle en plâtre coloré de près de deux mètres de long d'une baleine morte échouée à Akaroa, qui a ensuite été exposé au Muséum national d'histoire naturelle de Paris, avant d'être transféré au muséum d'histoire naturelle de La Rochelle en 1926.
Un certain nombre de dessins qu'il a réalisés d'hommes maoris aux visages fortement tatoués ont survécu, mais la plupart de ses dessins de voyage montrent des paysages, des maisons ou des bateaux naviguant près de la côte. Ses dessins de figures humaines (ou d'animaux) révèlent son manque de formation ; ces vues de régions où très peu d'artistes occidentaux s'étaient rendus dans les années 1840, sont plutôt conventionnelles. Certains critiques ont été intrigués par le contraste entre son manque d'engagement artistique vis-à-vis des cultures visuelles très différentes qu'il a rencontrées au cours de son voyage, certaines à cette époque relativement peu soumises à l'expansion occidentale, et son exploration de son retour à Paris d'un exotisme parfois sinistre fondé sur le Paris gothique. Le Stryge, en particulier, possède cette puissante énergie démoniaque qu'à cette époque la culture française attribue souvent à des idoles exotiques provenant de régions du monde où l'Occident commence à peine à se rendre.
Dans ses dernières gravures parisiennes, ou les derniers états de celles-ci, les créatures volantes fantastiques qui apparaissent dans le ciel dans des gravures comme Le Ministère de la Marine, sa dernière scène parisienne de 1865, incluent des bateaux de pêche d'Océanie, et des baleines chassées ou montées par des cavaliers brandissant un harpon. Dans ce cas, les figures dans le ciel sont présentes dès le premier état de l’impression,.

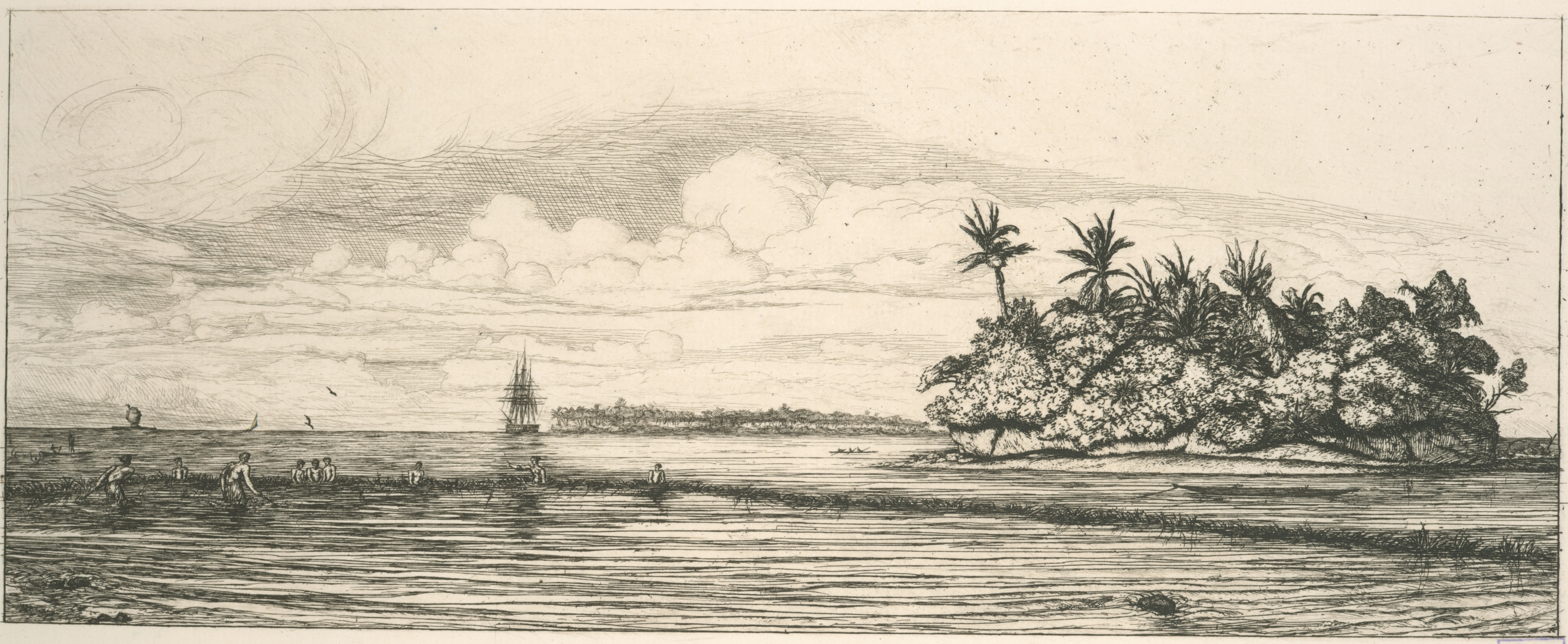
Wallis, pêche aux palmes, 1863, New York Public Library.
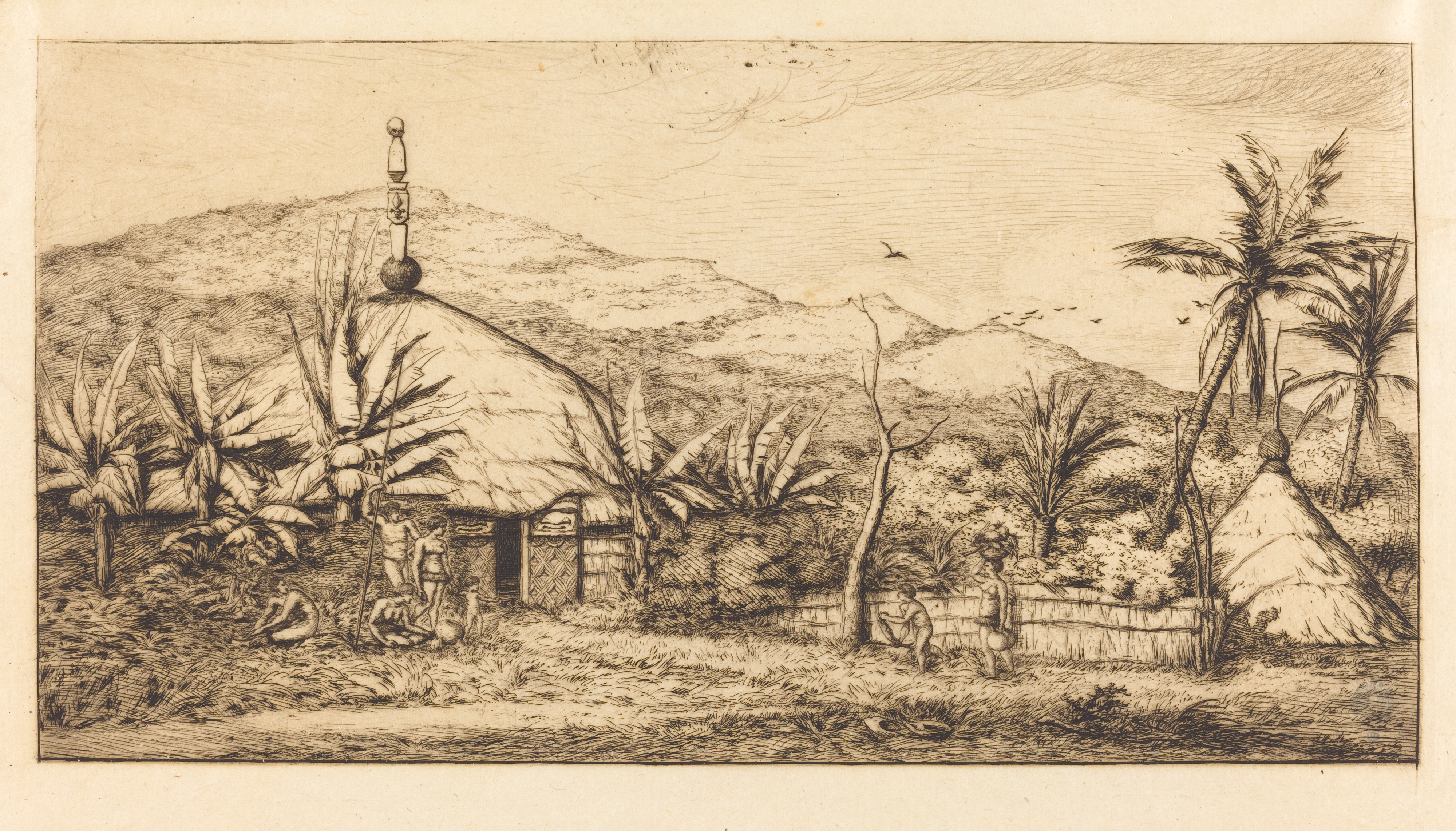
Grande case indigène sur le chemin de Ballade à Poepo, 1863, Washington, National Gallery of Art.
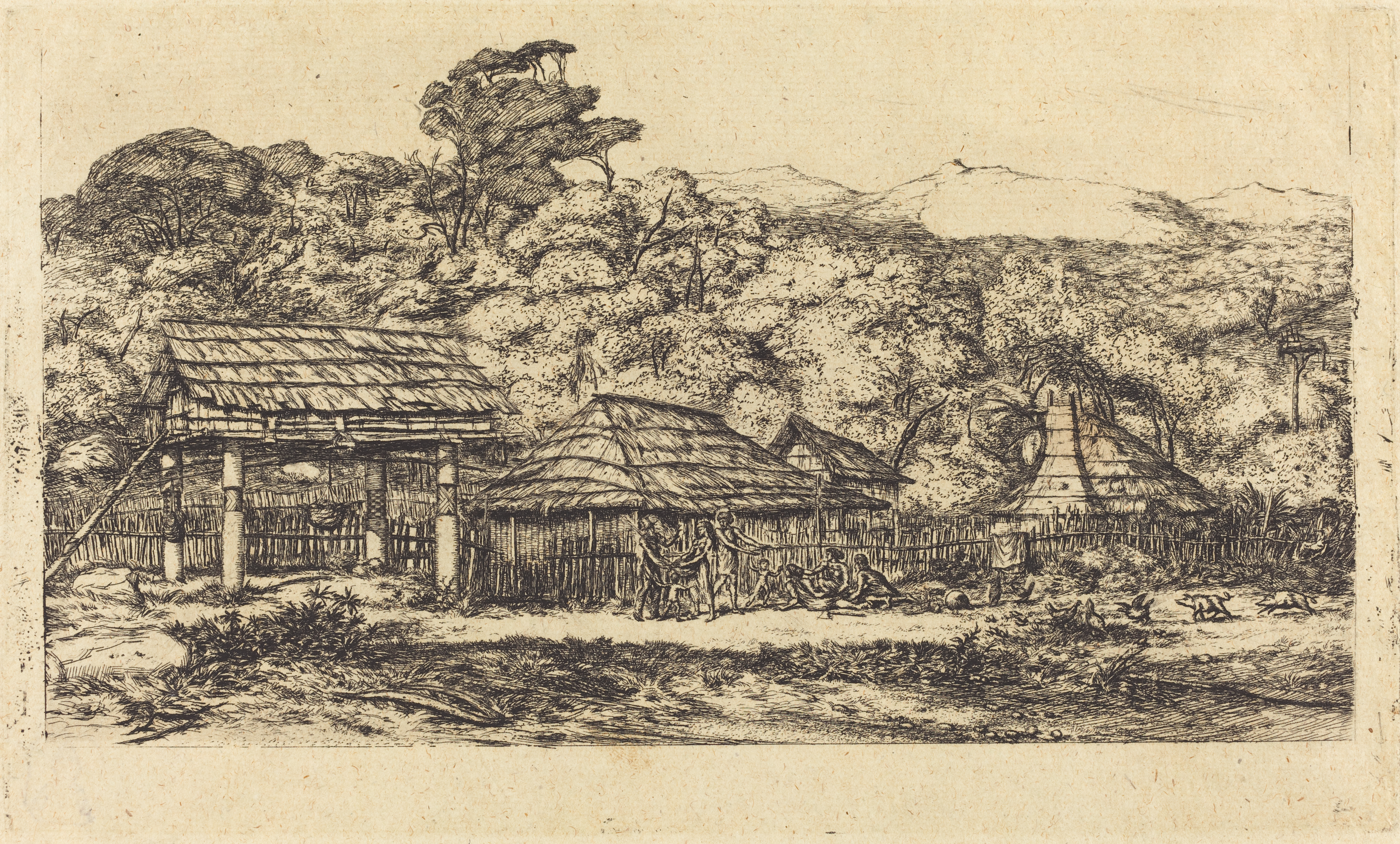
Greniers indigènes et habitations à Akaroa, presqu'île de Banks, 1865, Washington, National Gallery of Art.
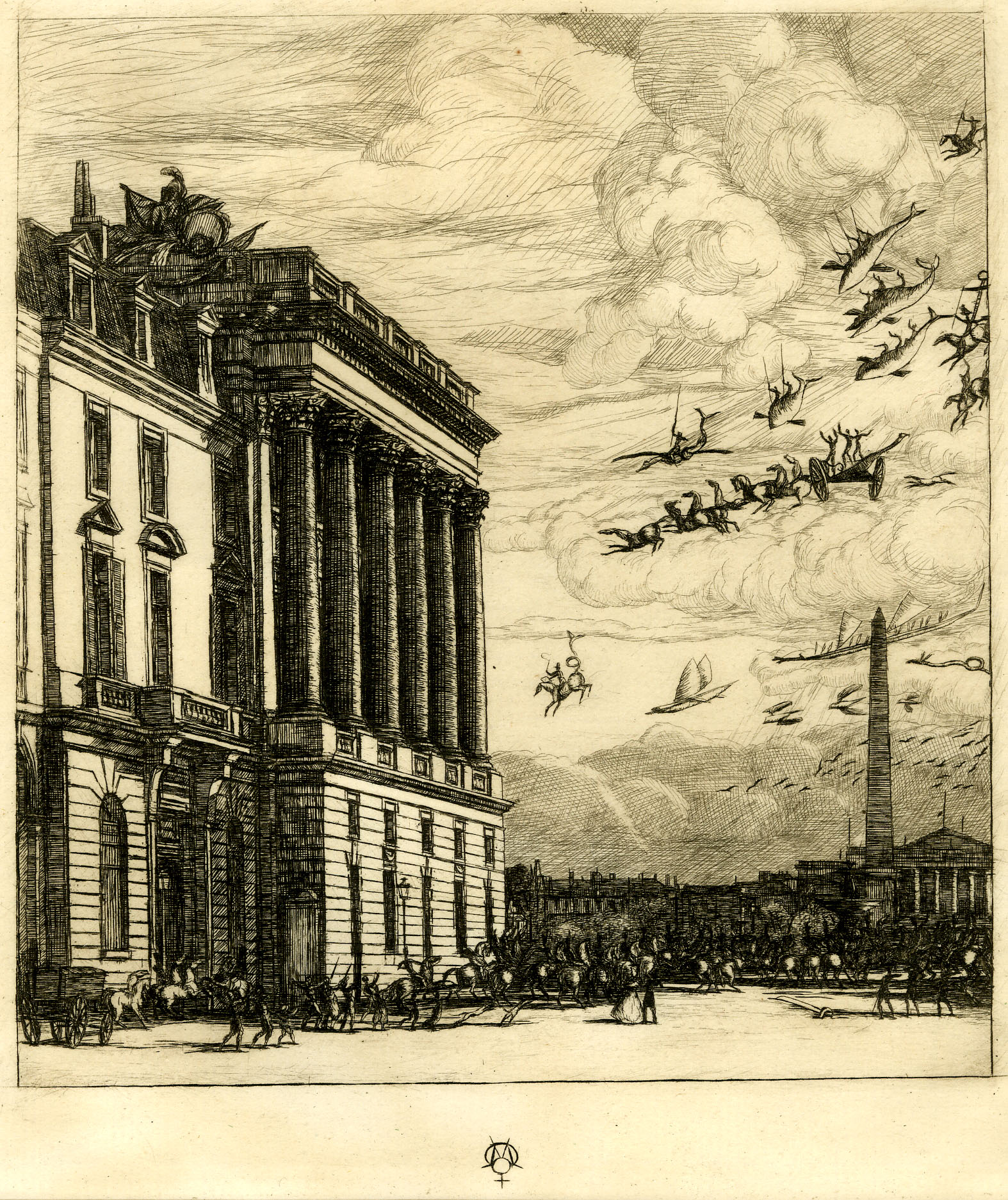
Ministère de la Marine, 1866, Londres, British Museum.

### Eaux-fortes sur Paris

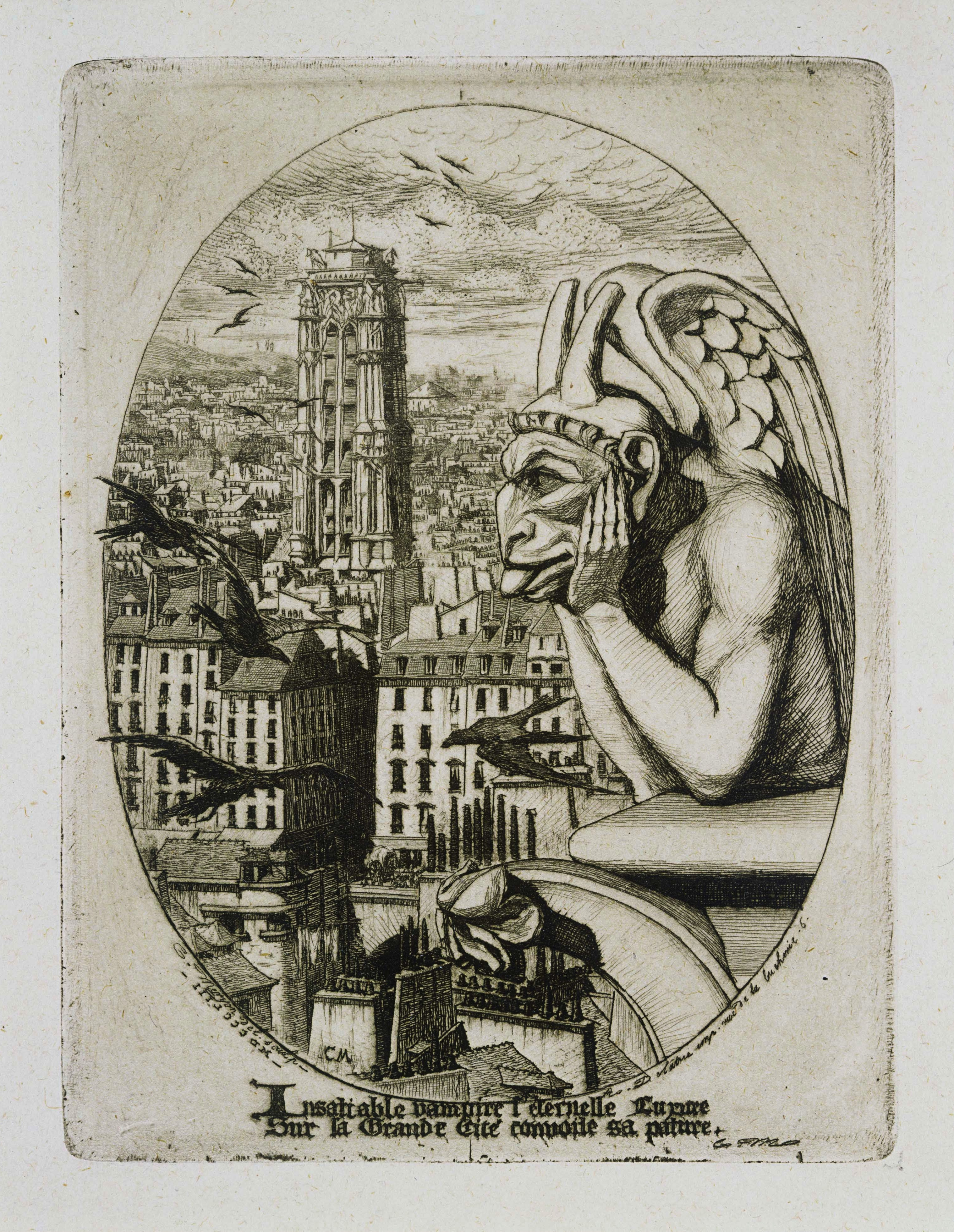
Le Stryge, 1853, New York, Metropolitan Museum of Art.

Charles Meryon est surtout connu pour ses vues de Paris. Comme nombre de ses contemporains, il s'attache à décrire le « Paris qui s'en va », c'est-à-dire les quartiers anciens faisant l'objet de grandes transformations urbaines par le baron Haussmann.
Il conçoit le projet de réaliser ses Eaux-fortes sur Paris en regardant les vues de Paris de Zeeman, à qui il dédira sa série sous forme d'un poème en 1854. Celles-ci présentent un Paris révolu comme le palais du Louvre d'Henri IV ou un pont de bois en construction remplacé par le pont des Saints-Pères en 1834.
Très appréciées par ses contemporains, ces gravures démontrent sa parfaite maîtrise de l'eau-forte. Les vues sont proches des originaux, avec toutefois des effets de matière plus vaporeux au niveau des arbres.

## Cote des estampes de Meryon

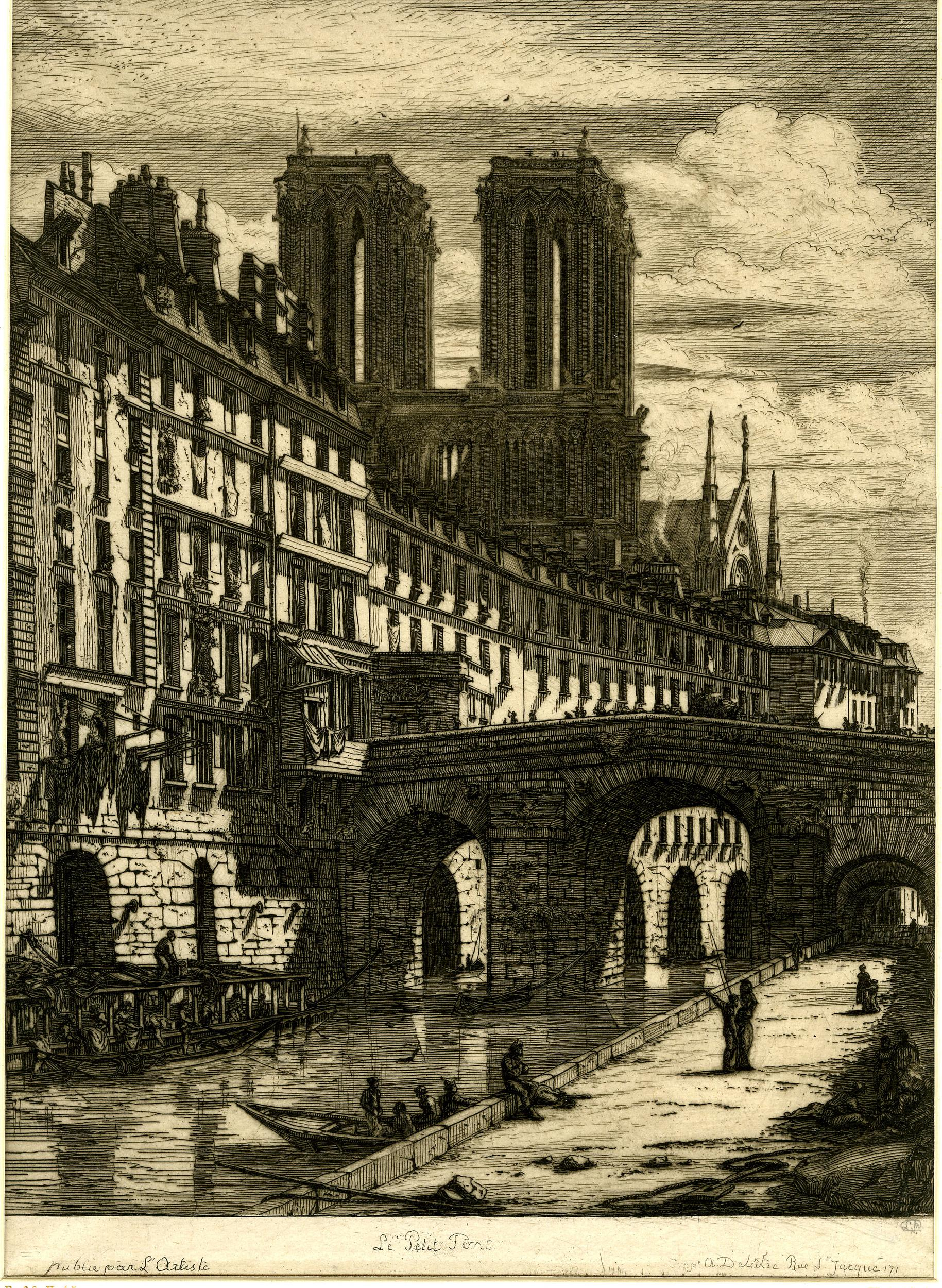
Le Petit Pont, Paris, 1904, Londres, British Museum.

### Jusqu'en 1911
Il convient de noter l'importante valorisation des estampes de Charles Meryon. Il est probable qu'aucun autre artiste, pas même Whistler, n'ait vu, au cours de la même période, une augmentation des prix dans les mêmes proportions. Ainsi le premier état du Stryge, celui « avec les vers », vendu aux enchères en 1873 pour 5 £, est revendu aux enchères en 1905 pour 100 £. Le premier état de La Galerie de Notre Dame est vendu en 1873 pour 5 £, puis chez M. Wasset en 1880 pour 11 £, revendu en 1905, 52 £. Une Tour de l'Horloge, qui, deux ou trois ans après sa première émission, se vend pour une demi-couronne, s'achète en mai 1903 à 70 francs. Un premier état (celui de Wedmore, pas avec certitude le « premier état » de M. Delteil, qui, comme presque tous ses premiers états, est en fait une épreuve d'essai) du Saint Étienne du Mont, vendu environ 2 £ chez M. Burty en 1876, réalise 60 £ lors d'une vente en mai 1906. Le deuxième état de La Morgue (Wedmore) est vendu en 1905 pour 65 £ ; et le deuxième Abside de Wedmore, qui se vendait tout au long des années 1870 pour 4 ou 5 £, atteint en novembre 1906 plus de 200 £. À aucune époque, même Albrecht Dürer ou Rembrandt ne connaissent pas une ascension aussi rapide et aussi constante.

### Époque moderne
Même si, de son vivant, Charles Meyron vend des tirages contre des francs, en 2014, ils sont vendus à moins de 1 000 dollars américains. Quatre des tirages de Paris se vendent chez Christie's à Londres pour 4 375 £ en 2009 ; une impression particulièrement bonne de l'un d'entre eux, Le Petit Pont, atteint 11 500 £ en 1998. En 2018, les gravures de Meryon se vendent sur le marché du Royaume-Uni entre 1 500 £ et 7 500 £.

## Hommages
- La rue Meryon est une voie du 16e arrondissement de Paris, en France.
- Un Monument à Charles Meyron (1999) sculpté par Donald Paterson est érigé à Akaroa, le représente paradoxalement en peintre.

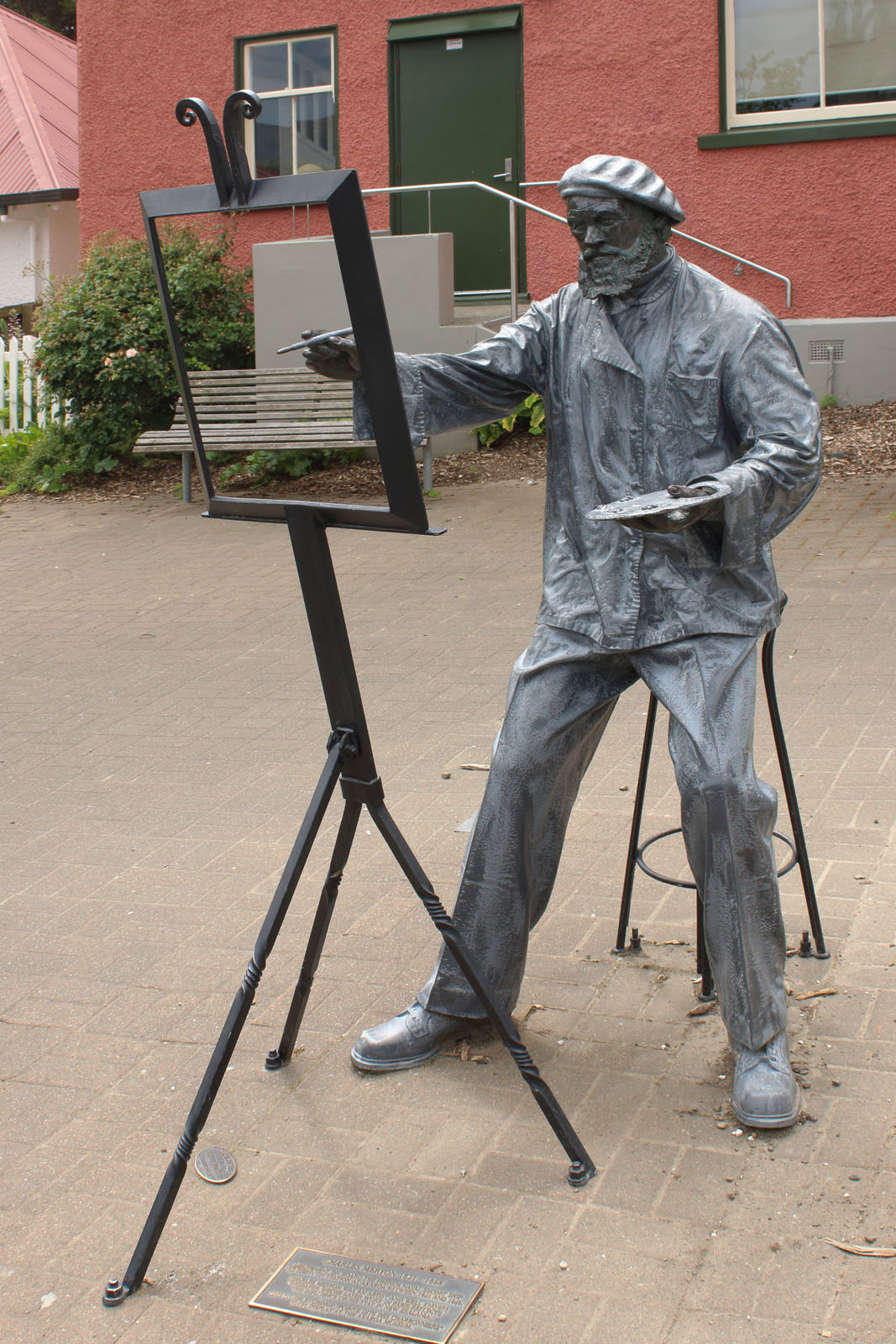
Donald Paterson, Monument à Charles Meyron, 1999, Akaroa.